# Клімат Москви
Клімат Москви-вологий помірно континентальний, з сильним впливом Атлантичного морського, з чітко вираженою сезонністю.
На клімат міста впливають географічне положення (в зоні помірного клімату в центрі Східно-Європейської рівнини, що дозволяє вільно поширюватися хвилях тепла і холоду); відсутність великих водойм, що сприяє досить великим коливанням температури; а також вплив Гольфстріму, викликане атлантичними і середземноморськими циклонами, що забезпечують відносно високу температуру в зимовий період в порівнянні з іншими населеними пунктами, розташованими на схід від на тій же широті, і високий рівень атмосферних опадів.

## Загальна клімато-фенологічна характеристика місяців року
Деталі кожного місяця (рекорди температури, опади та інше — див. нижче, в таблицях):
Січень-помірно-морозний (іноді морозний, слабо-морозний, в 2020 році — прохолодний) із середньомісячною температурою близько -7..-5 °C. Опади випадають в основному у вигляді снігу. Сніговий покрив постійний, світловий день короткий, 7-8, 5 годин, вегетація відсутня.
Лютий-помірно-морозний (іноді морозний, слабо-морозний, в 1990 році — прохолодний) місяць із середньомісячною температурою близько -8..-6 °C. Опади випадають в основному у вигляді снігу. Сніговий покрив постійний, світловий день подовжується до 8,5-10,5 годин, вегетація відсутня.
Березень-слабо-морозний (іноді прохолодний) місяць із середньомісячною температурою близько -2..0 °C. Опади випадають в основному у вигляді снігу, рідше — у вигляді дощу. Сніговий покрив постійний, в останніх числах місяця його висота починає зменшуватися, але повністю тане він в квітні. Світловий день подовжується до 10,5-13 годин, вегетація відсутня.
Квітень-прохолодний місяць із середньомісячною температурою близько + 6..+ 8 °C. Опади випадають в основному у вигляді дощу, але не виключений і сніг. Постійний сніговий покрив тане в першій половині місяця, в окремих місцях зберігається до третьої декади, але можливе утворення тимчасового. Світловий день значний, 13-15, 3 годин, починається вегетація і пробудження живої природи.
Травень-теплий (в окремі роки — помірно-теплий) місяць із середньомісячною температурою близько +13..+ 15 °C. Опади випадають у вигляді дощу і граду. Сніг буває рідко. Тимчасовий сніговий покрив був зафіксований всього 1 раз-в 2017 році. Світловий день довгий, 15,5-17 годин, вегетація і процеси в живій природі активні.
Червень-помірно-теплий місяць із середньомісячною температурою близько + 16..+ 18 °C. Опади випадають у вигляді дощу і граду. Сніговий покрив відсутній, світловий день довгий, 21-22 червня більше 17 годин 33 хвилин, вегетація і процеси в живій природі активні.
Липень-помірно-жаркий (іноді жаркий) місяць із середньомісячною температурою близько + 18..+ 20 °C. Опади випадають у вигляді дощу і граду. Сніговий покрив відсутній, світловий день довгий, 17,5-16 годин, вегетація і процеси в живій природі активні.
Серпень-помірно-теплий (іноді жаркий) місяць із середньомісячною температурою близько + 17..+ 19 °C. Опади випадають у вигляді дощу і граду. Сніговий покрив відсутній, світловий день скорочується з 16 до 14 годин до кінця місяця, вегетація і процеси в живій природі активні.
Вересень-теплий місяць із середньомісячною температурою близько + 11..+ 13 °C. Опади випадають у вигляді дощу і граду. Сніг буває рідко. Сніговий покрив відсутній. Світловий день скорочується з 14 до 11,5 годин до кінця місяця, вегетація і процеси в живій природі активні.
Жовтень-прохолодний місяць із середньомісячною температурою близько + 5..+ 7 °C. Опади випадають в основному у вигляді дощу, але можливий сніг. Сніговий покрив, як правило, відсутня, в окремі роки буває тимчасовий (зазвичай в кінці місяця), вкрай рідко (раз в кілька десятиліть) також можливе утворення постійного в останню п'ятиденку Місяця. Світловий день скорочується з 11,5 до 9,5 годин до кінця місяця, вегетація сповільнюється і поступово припиняється, жива природа впадає в зимовий анабіоз, в останніх числах місяця на річках і озерах вже можливий льодостав.
Листопад-слабо-морозний або прохолодний місяць із середньомісячною температурою близько -2..0 °C (з початку XXI століття середньомісячна температура листопада найчастіше позитивна). Опади випадають у вигляді дощу і снігу. Сніговий покрив постійний або тимчасовий, в теплі роки часто і зовсім відсутня. Світловий день короткий, 9,5-7,5 годин, вегетація відсутня, на річках і озерах йде льодостав (рідше його утворення відбувається в кінці жовтня або в грудні).
Грудень-помірно-морозний (іноді слабо-морозний, рідше прохолодний) місяць із середньомісячною температурою близько -6..-4 °C (з початку XXI століття середня температура Місяця перевищувала -3 °C 10 разів з 21-го і тричі була позитивною — в 2006, 2015 і 2019 роках). Опади випадають в основному у вигляді снігу, але в теплі роки можливий і дощ. Світловий день короткий, не більше 7,5 годин (21-22 грудня 7 годин), вегетація відсутня.
Таким чином, класичним міжсезоння (навесні і восени відповідно) є тільки квітень і жовтень. Решта місяців за кліматичними ознаками можна віднести до літа (травень—вересень) або до зими (листопад—березень).

## Метеостанції Москви
- Метеостанція ВДНГ (працює з 1950 року), розташована на північному сході міста (нині опорна метеостанція Москви).
- Метеостанція МДУ (працює з 1954 року), на південному заході міста.
- Метеостанція ТСГА (Тімірязєвська сільськогосподарська академія) — обсерваторія імені В. А. Міхельсона, на півночі міста (з 1879 року по травень 1948 року була опорною метеостанцією Москви).
- Метеостанция Балчуг, в центрі міста, поблизу Кремля, працює з 1946 року.
- Метеостанция Тушино (працює з 1987 року) на північному заході міста.
- Метеостанція Немчинівка (на заході міста, поруч МКАД).
- Метеопост Ізмайлово (на сході міста).

Крім того, використовується інформація метеорологічних станцій, розташованих на території підмосковних аеропортів Внуково, Домодєдово, Шереметьєво, Остаф'єво.

## Загальна характеристика
За даними спостережень 1991-2020 років найхолоднішим місяцем року в Москві є січень (середня температура -6,2 °c), майже такий же холодний місяць лютий (-5,9 °c). Найтепліший місяць-липень (середня температура + 19,7 °C). Найхолоднішим місяцем за середньомісячною температурою за всю історію спостережень був січень 1893 року (-21,6 °C), найтеплішим — липень 2010 року (+26,0 °c).
За рік в Москві і прилеглій до неї території випадає 600-700 мм атмосферних опадів (рекордним став 1952 рік — 892 мм), причому найбільше випадає в літні місяці, а найменше — в лютому, березні і квітні. Найсухішим за весь час вимірювань був 1920 рік, коли випало 338 мм опадів, на ВДНГ — 1964 і 1972 роки (по 397 мм). У межах міста відзначається зменшення кількості опадів у напрямку з північного заходу на південний схід.
Частим явищем на території Москви є тумани. Спостерігати їх можна протягом усього року. Можливо, скупченню вологи в атмосфері сприяє активний вплив промислових підприємств і транспорту.
- Середньорічна температура-6,3 °C (за останнє десятиліття + 7,5 °C[2], у рекордно теплому 2020 році вона досягла 8 °С[3], а в 2024 році цей рекорд був повторений з точністю до 0,1 °C[4]).
- скорость ветра — 2,3 м/с
- Середньорічна вологість повітря-76 %
- Середньорічна кількість годин сонячного сяйва - 1731 год[5], у 2007 та 2014 роках — понад 2000 годин[6]. При цьому спостерігається тенденція до зменшення тривалості сонячного сяйва пізньої осені і взимку і до збільшення навесні і влітку. Липень 2014 року став самим сонячним липнем за весь час вимірювань з 1955 року з тривалістю сонячного сяйва 411 годин, а весь 2014 рік став рекордно сонячним в XXI столітті з тривалістю сонячного сяйва 2168 годин. Свої особливості має повітряний режим Москви: повітряні потоки як би стікаються в центральну частину міста, приносячи з собою атмосферні опади або спеку. Багато в чому це обумовлено особливостями рельєфу і різницею температур в центрі столиці і периферії. Так, в Північному, південному і Центральному районах Москви існують зони з досить щільною житловою забудовою, для яких характерні низька швидкість вітру (1-2 м/з) і часта повторюваність штилів навесні і влітку.  Як правило, температура в центральних районах столиці вище, ніж на околицях і за містом, що особливо відчутно в нічний час в період морозів взимку і заморозків навесні і восени, коли різниця температур може доходити до 5-7 °C, але в похмуру і дощову погоду вона часто відсутня або незначна, не більше 1-3 °C. Це підтверджується тим фактом, що показання метеостанції на ВВЦ, розташованої на півночі міста (дані саме з цієї метеостанції є офіційними і використовуються в ЗМІ для визначення фактичної погоди і температурних рекордів в Москві), зазвичай на 1-2 °C нижче значень метеостанції на Балчузі, розташованої в центрі міста. Абсолютний мінімум температури на ній дорівнює -38,1 °C, а абсолютний максимум +38,2 °C.  2010 рік в Москві зайняв перше місце за кількістю добових рекордів максимальної температури (28), проте через холодного січня рік не став найтеплішим в історії. При цьому нові рекорди мінімальної добової температури в місті не фіксувалися вже більше 25 років

— с 30 ноября 1998 года.

### Кліматограма
| Клімат Москви: рекорди за весь період спостережень (1879—2010 — об'єднані дані ТСХА + ВВЦ), норма 1991—2020 (ВВЦ) | Клімат Москви: рекорди за весь період спостережень (1879—2010 — об'єднані дані ТСХА + ВВЦ), норма 1991—2020 (ВВЦ) | Клімат Москви: рекорди за весь період спостережень (1879—2010 — об'єднані дані ТСХА + ВВЦ), норма 1991—2020 (ВВЦ) | Клімат Москви: рекорди за весь період спостережень (1879—2010 — об'єднані дані ТСХА + ВВЦ), норма 1991—2020 (ВВЦ) | Клімат Москви: рекорди за весь період спостережень (1879—2010 — об'єднані дані ТСХА + ВВЦ), норма 1991—2020 (ВВЦ) | Клімат Москви: рекорди за весь період спостережень (1879—2010 — об'єднані дані ТСХА + ВВЦ), норма 1991—2020 (ВВЦ) | Клімат Москви: рекорди за весь період спостережень (1879—2010 — об'єднані дані ТСХА + ВВЦ), норма 1991—2020 (ВВЦ) | Клімат Москви: рекорди за весь період спостережень (1879—2010 — об'єднані дані ТСХА + ВВЦ), норма 1991—2020 (ВВЦ) | Клімат Москви: рекорди за весь період спостережень (1879—2010 — об'єднані дані ТСХА + ВВЦ), норма 1991—2020 (ВВЦ) | Клімат Москви: рекорди за весь період спостережень (1879—2010 — об'єднані дані ТСХА + ВВЦ), норма 1991—2020 (ВВЦ) | Клімат Москви: рекорди за весь період спостережень (1879—2010 — об'єднані дані ТСХА + ВВЦ), норма 1991—2020 (ВВЦ) | Клімат Москви: рекорди за весь період спостережень (1879—2010 — об'єднані дані ТСХА + ВВЦ), норма 1991—2020 (ВВЦ) | Клімат Москви: рекорди за весь період спостережень (1879—2010 — об'єднані дані ТСХА + ВВЦ), норма 1991—2020 (ВВЦ) | Клімат Москви: рекорди за весь період спостережень (1879—2010 — об'єднані дані ТСХА + ВВЦ), норма 1991—2020 (ВВЦ) |
| Показник | Січ. | Лют. | Бер. | Квіт. | Трав. | Черв. | Лип. | Серп. | Вер. | Жовт. | Лист. | Груд. | Рік |
| Абсолютний максимум, °C                                                                                           | 8,6 | 8,3 | 19,7 | 28,9 | 33,2 | 34,7 | 38,2 | 37,3 | 32,3 | 24,0 | 16,2 | 9,6 | 38,2 |
| Середній максимум, °C                                                                                             | −4 | −3,3 | 3 | 11,3 | 19 | 22,2 | 24,6 | 22,7 | 16,4 | 8,8 | 1,6 | −2,4 | 10,1 |
| Середня температура, °C                                                                                           | −6,3 | −6 | −0,5 | 7 | 13,3 | 17,5 | 19,7 | 17,7 | 12,0 | 5,7 | −0,6 | −4,4 | 6,3 |
| Середній мінімум, °C                                                                                              | −9 | −8,6 | −4 | 2,2 | 8,6 | 12,2 | 14,8 | 13,0 | 8,0 | 2,7 | −2,2 | −6,6 | 2,7 |
| Абсолютний мінімум, °C                                                                                            | −42,1 | −38,2 | −32,4 | −21 | −7,5 | −2,3 | 1,3 | −1,2 | −8,5 | −20,3 | −32,8 | −38,8 | −42,1 |
| Норма опадів, мм                                                                                                  | 53 | 44 | 40 | 36 | 61 | 80 | 86 | 83 | 68 | 66 | 70 | 52 | 713 |
| --- | --- | --- | --- | --- | --- | --- | --- | --- | --- | --- | --- | --- | --- |
| Джерело: Погода и Климат                                                                                          | | | | | | | | | | | | | |

Всі місячні мінімуми і річний мінімум температури повітря були зареєстровані ще в кінці XIX або в першій половині XX століття, в той час як на початок XXI століття припадає вже 9 з 12 місячних максимумів температури: січень і травень 2007 року; березень 2014 року; квітень 2012 року; червень 2021 року; липень і серпень 2010 року; листопад 2013 року і грудень 2008 року, а також річний максимум.

### Норми за попередні періоди
| Клімат Москви (норма 1961—1990 роки (ВВЦ) | Клімат Москви (норма 1961—1990 роки (ВВЦ) | Клімат Москви (норма 1961—1990 роки (ВВЦ) | Клімат Москви (норма 1961—1990 роки (ВВЦ) | Клімат Москви (норма 1961—1990 роки (ВВЦ) | Клімат Москви (норма 1961—1990 роки (ВВЦ) | Клімат Москви (норма 1961—1990 роки (ВВЦ) | Клімат Москви (норма 1961—1990 роки (ВВЦ) | Клімат Москви (норма 1961—1990 роки (ВВЦ) | Клімат Москви (норма 1961—1990 роки (ВВЦ) | Клімат Москви (норма 1961—1990 роки (ВВЦ) | Клімат Москви (норма 1961—1990 роки (ВВЦ) | Клімат Москви (норма 1961—1990 роки (ВВЦ) | Клімат Москви (норма 1961—1990 роки (ВВЦ) |
| Показник                                  | Січ.                                      | Лют.                                      | Бер.                                      | Квіт.                                     | Трав.                                     | Черв.                                     | Лип.                                      | Серп.                                     | Вер.                                      | Жовт.                                     | Лист.                                     | Груд.                                     | Рік                                       |
| Середній максимум, °C                     | −6,3                                      | −4,2                                      | 1,5                                       | 10,4                                      | 18,4                                      | 21,7                                      | 23,1                                      | 21,5                                      | 15,4                                      | 8,2                                       | 1,1                                       | −3,5                                      | 8,9                                       |
| Середня температура, °C                   | −9,3                                      | −7,7                                      | −2,2                                      | 5,8                                       | 13,1                                      | 16,6                                      | 18,2                                      | 16,4                                      | 11,0                                      | 5,1                                       | −1,2                                      | −6,1                                      | 5,0                                       |
| Середній мінімум, °C                      | −12,3                                     | −11,1                                     | −5,6                                      | 1,7                                       | 7,6                                       | 11,5                                      | 13,5                                      | 12,0                                      | 7,1                                       | 2,1                                       | −3,3                                      | −8,6                                      | 1,2                                       |
| Норма опадів, мм                          | 42                                        | 36                                        | 34                                        | 44                                        | 51                                        | 75                                        | 94                                        | 77                                        | 65                                        | 59                                        | 58                                        | 56                                        | 685                                       |
| ----------------------------------------- | ----------------------------------------- | ----------------------------------------- | ----------------------------------------- | ----------------------------------------- | ----------------------------------------- | ----------------------------------------- | ----------------------------------------- | ----------------------------------------- | ----------------------------------------- | ----------------------------------------- | ----------------------------------------- | ----------------------------------------- | ----------------------------------------- |
| Джерело: Гидрометцентр РоссииТермограф.ру |                                           |                                           |                                           |                                           |                                           |                                           |                                           |                                           |                                           |                                           |                                           |                                           |                                           |

Абсолютна максимальна і мінімальна температура
| Рік                   | Січ  | Лют  | Бер  | Кві  | Тра  | Чер  | Лип  | Сер  | Вер  | Жов  | Лис  | Гру  | За Рік |
| --------------------- | ---- | ---- | ---- | ---- | ---- | ---- | ---- | ---- | ---- | ---- | ---- | ---- | ------ |
| Абсолютного максимуму | 2007 | 1989 | 2014 | 2012 | 2007 | 1901 | 2010 | 2010 | 1890 | 1915 | 2013 | 2008 | 2010   |
| Абсолютного мінімуму  | 1940 | 1929 | 1913 | 1879 | 1885 | 1916 | 1886 | 1885 | 1881 | 1920 | 1890 | 1892 | 1940   |

| Клімат Москви: Рекорди максимальної та мінімальної температури лише по ВДНХ - 1948 - 2014 | Клімат Москви: Рекорди максимальної та мінімальної температури лише по ВДНХ - 1948 - 2014 | Клімат Москви: Рекорди максимальної та мінімальної температури лише по ВДНХ - 1948 - 2014 | Клімат Москви: Рекорди максимальної та мінімальної температури лише по ВДНХ - 1948 - 2014 | Клімат Москви: Рекорди максимальної та мінімальної температури лише по ВДНХ - 1948 - 2014 | Клімат Москви: Рекорди максимальної та мінімальної температури лише по ВДНХ - 1948 - 2014 | Клімат Москви: Рекорди максимальної та мінімальної температури лише по ВДНХ - 1948 - 2014 | Клімат Москви: Рекорди максимальної та мінімальної температури лише по ВДНХ - 1948 - 2014 | Клімат Москви: Рекорди максимальної та мінімальної температури лише по ВДНХ - 1948 - 2014 | Клімат Москви: Рекорди максимальної та мінімальної температури лише по ВДНХ - 1948 - 2014 | Клімат Москви: Рекорди максимальної та мінімальної температури лише по ВДНХ - 1948 - 2014 | Клімат Москви: Рекорди максимальної та мінімальної температури лише по ВДНХ - 1948 - 2014 | Клімат Москви: Рекорди максимальної та мінімальної температури лише по ВДНХ - 1948 - 2014 | Клімат Москви: Рекорди максимальної та мінімальної температури лише по ВДНХ - 1948 - 2014 |
| Показник                                                                                  | Січ.                                                                                      | Лют.                                                                                      | Бер.                                                                                      | Квіт.                                                                                     | Трав.                                                                                     | Черв.                                                                                     | Лип.                                                                                      | Серп.                                                                                     | Вер.                                                                                      | Жовт.                                                                                     | Лист.                                                                                     | Груд.                                                                                     | Рік                                                                                       |
| Абсолютний максимум, °C                                                                   | 8,6                                                                                       | 8,3                                                                                       | 19,7                                                                                      | 28,9                                                                                      | 33,2                                                                                      | 33,9                                                                                      | 38,2                                                                                      | 37,3                                                                                      | 29,4                                                                                      | 23,7                                                                                      | 16,2                                                                                      | 9,6                                                                                       | 38,2                                                                                      |
| Абсолютний мінімум, °C                                                                    | −38,1                                                                                     | −35,2                                                                                     | −27,9                                                                                     | −18,8                                                                                     | −5                                                                                        | 0,8                                                                                       | 5,1                                                                                       | 2,1                                                                                       | −5,2                                                                                      | −16,1                                                                                     | −23,3                                                                                     | −38                                                                                       | −38,1                                                                                     |
| ----------------------------------------------------------------------------------------- | ----------------------------------------------------------------------------------------- | ----------------------------------------------------------------------------------------- | ----------------------------------------------------------------------------------------- | ----------------------------------------------------------------------------------------- | ----------------------------------------------------------------------------------------- | ----------------------------------------------------------------------------------------- | ----------------------------------------------------------------------------------------- | ----------------------------------------------------------------------------------------- | ----------------------------------------------------------------------------------------- | ----------------------------------------------------------------------------------------- | ----------------------------------------------------------------------------------------- | ----------------------------------------------------------------------------------------- | ----------------------------------------------------------------------------------------- |
| Джерело: Файловый архив. Москва 1820 - 2010Термограф.ру                                   |                                                                                           |                                                                                           |                                                                                           |                                                                                           |                                                                                           |                                                                                           |                                                                                           |                                                                                           |                                                                                           |                                                                                           |                                                                                           |                                                                                           |                                                                                           |

| Сонячний період, годин за місяць      | Сонячний період, годин за місяць | Сонячний період, годин за місяць | Сонячний період, годин за місяць | Сонячний період, годин за місяць | Сонячний період, годин за місяць | Сонячний період, годин за місяць | Сонячний період, годин за місяць | Сонячний період, годин за місяць | Сонячний період, годин за місяць | Сонячний період, годин за місяць | Сонячний період, годин за місяць | Сонячний період, годин за місяць | Сонячний період, годин за місяць |
| Місяць                                | Січ                              | Лют                              | Бер                              | Кві                              | Тра                              | Чер                              | Лип                              | Сер                              | Вер                              | Жов                              | Лис                              | Гру                              | Рік                              |
| Сонячний період, год (1971—2000 роки) | 33                               | 72                               | 128                              | 170                              | 265                              | 279                              | 271                              | 238                              | 147                              | 78                               | 32                               | 18                               | 1731                             |
| ------------------------------------- | -------------------------------- | -------------------------------- | -------------------------------- | -------------------------------- | -------------------------------- | -------------------------------- | -------------------------------- | -------------------------------- | -------------------------------- | -------------------------------- | -------------------------------- | -------------------------------- | -------------------------------- |

| Клімат Москви (дані по температурі повітря (2м) за останні 10 років (2005—2014 роки) | Клімат Москви (дані по температурі повітря (2м) за останні 10 років (2005—2014 роки) | Клімат Москви (дані по температурі повітря (2м) за останні 10 років (2005—2014 роки) | Клімат Москви (дані по температурі повітря (2м) за останні 10 років (2005—2014 роки) | Клімат Москви (дані по температурі повітря (2м) за останні 10 років (2005—2014 роки) | Клімат Москви (дані по температурі повітря (2м) за останні 10 років (2005—2014 роки) | Клімат Москви (дані по температурі повітря (2м) за останні 10 років (2005—2014 роки) | Клімат Москви (дані по температурі повітря (2м) за останні 10 років (2005—2014 роки) | Клімат Москви (дані по температурі повітря (2м) за останні 10 років (2005—2014 роки) | Клімат Москви (дані по температурі повітря (2м) за останні 10 років (2005—2014 роки) | Клімат Москви (дані по температурі повітря (2м) за останні 10 років (2005—2014 роки) | Клімат Москви (дані по температурі повітря (2м) за останні 10 років (2005—2014 роки) | Клімат Москви (дані по температурі повітря (2м) за останні 10 років (2005—2014 роки) | Клімат Москви (дані по температурі повітря (2м) за останні 10 років (2005—2014 роки) |
| Показник                                                                             | Січ.                                                                                 | Лют.                                                                                 | Бер.                                                                                 | Квіт.                                                                                | Трав.                                                                                | Черв.                                                                                | Лип.                                                                                 | Серп.                                                                                | Вер.                                                                                 | Жовт.                                                                                | Лист.                                                                                | Груд.                                                                                | Рік                                                                                  |
| Абсолютний максимум, °C                                                              | 8,6                                                                                  | 5,6                                                                                  | 19,7                                                                                 | 28,9                                                                                 | 33,2                                                                                 | 33,6                                                                                 | 38,2                                                                                 | 37,3                                                                                 | 28,2                                                                                 | 22,1                                                                                 | 16,2                                                                                 | 9,6                                                                                  | 38,2                                                                                 |
| Середній максимум, °C                                                                | −5,5                                                                                 | −5,2                                                                                 | 2,1                                                                                  | 11,6                                                                                 | 19,9                                                                                 | 22,6                                                                                 | 25,6                                                                                 | 23,5                                                                                 | 16,5                                                                                 | 9,0                                                                                  | 2,7                                                                                  | −2,1                                                                                 | 10,0                                                                                 |
| Середня температура, °C                                                              | −7,2                                                                                 | −7,7                                                                                 | −1,4                                                                                 | 6,9                                                                                  | 14,6                                                                                 | 17,5                                                                                 | 20,4                                                                                 | 18,6                                                                                 | 12,5                                                                                 | 6,4                                                                                  | 1,2                                                                                  | −3,6                                                                                 | 6,5                                                                                  |
| Середній мінімум, °C                                                                 | −9                                                                                   | −10,2                                                                                | −4,8                                                                                 | 2,3                                                                                  | 9,3                                                                                  | 12,5                                                                                 | 15,2                                                                                 | 13,8                                                                                 | 8,6                                                                                  | 3,7                                                                                  | −0,3                                                                                 | −5                                                                                   | 3,0                                                                                  |
| Абсолютний мінімум, °C                                                               | −30,8                                                                                | −28,5                                                                                | −19,1                                                                                | −9                                                                                   | −3                                                                                   | 1,5                                                                                  | 6,5                                                                                  | 3,2                                                                                  | −1,3                                                                                 | −11,7                                                                                | −19,6                                                                                | −26                                                                                  | −30,8                                                                                |
| Норма опадів, мм                                                                     | 47                                                                                   | 43                                                                                   | 41                                                                                   | 41                                                                                   | 67                                                                                   | 60                                                                                   | 73                                                                                   | 80                                                                                   | 66                                                                                   | 71                                                                                   | 56                                                                                   | 55                                                                                   | 698                                                                                  |
| ------------------------------------------------------------------------------------ | ------------------------------------------------------------------------------------ | ------------------------------------------------------------------------------------ | ------------------------------------------------------------------------------------ | ------------------------------------------------------------------------------------ | ------------------------------------------------------------------------------------ | ------------------------------------------------------------------------------------ | ------------------------------------------------------------------------------------ | ------------------------------------------------------------------------------------ | ------------------------------------------------------------------------------------ | ------------------------------------------------------------------------------------ | ------------------------------------------------------------------------------------ | ------------------------------------------------------------------------------------ | ------------------------------------------------------------------------------------ |
| Джерело: www.weatheronline.co.uk                                                     |                                                                                      |                                                                                      |                                                                                      |                                                                                      |                                                                                      |                                                                                      |                                                                                      |                                                                                      |                                                                                      |                                                                                      |                                                                                      |                                                                                      |                                                                                      |

| Клімат Москви (норма 1961—1990 роки (ВВЦ) | Клімат Москви (норма 1961—1990 роки (ВВЦ) | Клімат Москви (норма 1961—1990 роки (ВВЦ) | Клімат Москви (норма 1961—1990 роки (ВВЦ) | Клімат Москви (норма 1961—1990 роки (ВВЦ) | Клімат Москви (норма 1961—1990 роки (ВВЦ) | Клімат Москви (норма 1961—1990 роки (ВВЦ) | Клімат Москви (норма 1961—1990 роки (ВВЦ) | Клімат Москви (норма 1961—1990 роки (ВВЦ) | Клімат Москви (норма 1961—1990 роки (ВВЦ) | Клімат Москви (норма 1961—1990 роки (ВВЦ) | Клімат Москви (норма 1961—1990 роки (ВВЦ) | Клімат Москви (норма 1961—1990 роки (ВВЦ) | Клімат Москви (норма 1961—1990 роки (ВВЦ) |
| Показник                                  | Січ.                                      | Лют.                                      | Бер.                                      | Квіт.                                     | Трав.                                     | Черв.                                     | Лип.                                      | Серп.                                     | Вер.                                      | Жовт.                                     | Лист.                                     | Груд.                                     | Рік                                       |
| Середній максимум, °C                     | −6,3                                      | −4,2                                      | 1,5                                       | 10,4                                      | 18,4                                      | 21,7                                      | 23,1                                      | 21,5                                      | 15,4                                      | 8,2                                       | 1,1                                       | −3,5                                      | 8,9                                       |
| Середня температура, °C                   | −9,3                                      | −7,7                                      | −2,2                                      | 5,8                                       | 13,1                                      | 16,6                                      | 18,2                                      | 16,4                                      | 11,0                                      | 5,1                                       | −1,2                                      | −6,1                                      | 5,0                                       |
| Середній мінімум, °C                      | −12,3                                     | −11,1                                     | −5,6                                      | 1,7                                       | 7,6                                       | 11,5                                      | 13,5                                      | 12,0                                      | 7,1                                       | 2,1                                       | −3,3                                      | −8,6                                      | 1,2                                       |
| Норма опадів, мм                          | 42                                        | 36                                        | 34                                        | 44                                        | 51                                        | 75                                        | 94                                        | 77                                        | 65                                        | 59                                        | 58                                        | 56                                        | 685                                       |
| ----------------------------------------- | ----------------------------------------- | ----------------------------------------- | ----------------------------------------- | ----------------------------------------- | ----------------------------------------- | ----------------------------------------- | ----------------------------------------- | ----------------------------------------- | ----------------------------------------- | ----------------------------------------- | ----------------------------------------- | ----------------------------------------- | ----------------------------------------- |
| Джерело: Гидрометцентр РоссииТермограф.ру |                                           |                                           |                                           |                                           |                                           |                                           |                                           |                                           |                                           |                                           |                                           |                                           |                                           |

| Клімат Москва (середньомісячна температура 1879—2010) | Клімат Москва (середньомісячна температура 1879—2010) | Клімат Москва (середньомісячна температура 1879—2010) | Клімат Москва (середньомісячна температура 1879—2010) | Клімат Москва (середньомісячна температура 1879—2010) | Клімат Москва (середньомісячна температура 1879—2010) | Клімат Москва (середньомісячна температура 1879—2010) | Клімат Москва (середньомісячна температура 1879—2010) | Клімат Москва (середньомісячна температура 1879—2010) | Клімат Москва (середньомісячна температура 1879—2010) | Клімат Москва (середньомісячна температура 1879—2010) | Клімат Москва (середньомісячна температура 1879—2010) | Клімат Москва (середньомісячна температура 1879—2010) | Клімат Москва (середньомісячна температура 1879—2010) |
| Показник                                              | Січ.                                                  | Лют.                                                  | Бер.                                                  | Квіт.                                                 | Трав.                                                 | Черв.                                                 | Лип.                                                  | Серп.                                                 | Вер.                                                  | Жовт.                                                 | Лист.                                                 | Груд.                                                 | Рік                                                   |
| Абсолютний максимум, °C                               | −1,6                                                  | 0,4                                                   | 4,4                                                   | 11,5                                                  | 17,3                                                  | 21,4                                                  | 26,1                                                  | 21,7                                                  | 14,9                                                  | 9,0                                                   | 4,0                                                   | 1,2                                                   | 7,3                                                   |
| Абсолютний мінімум, °C                                | −21,6                                                 | −19,5                                                 | −12                                                   | −1,4                                                  | 6,0                                                   | 11,9                                                  | 14,6                                                  | 12,0                                                  | 6,9                                                   | −1                                                    | −8,1                                                  | −20,1                                                 | 1,7                                                   |
| ----------------------------------------------------- | ----------------------------------------------------- | ----------------------------------------------------- | ----------------------------------------------------- | ----------------------------------------------------- | ----------------------------------------------------- | ----------------------------------------------------- | ----------------------------------------------------- | ----------------------------------------------------- | ----------------------------------------------------- | ----------------------------------------------------- | ----------------------------------------------------- | ----------------------------------------------------- | ----------------------------------------------------- |
| Джерело: Погода и климат                              |                                                       |                                                       |                                                       |                                                       |                                                       |                                                       |                                                       |                                                       |                                                       |                                                       |                                                       |                                                       |                                                       |

#### Середньомісячна максимальна і мінімальна температури
|               | Січ  | Лют  | Бер  | Кві  | Тра  | Чер  | Лип  | Сер  | Вер  | Жов  | Лис  | Гру  | За Рік |
| ------------- | ---- | ---- | ---- | ---- | ---- | ---- | ---- | ---- | ---- | ---- | ---- | ---- | ------ |
| Найтепліший   | 2007 | 1990 | 2007 | 2000 | 1979 | 1841 | 2010 | 2010 | 1847 | 1967 | 2013 | 2006 | 2008   |
| Найхолодніший | 1893 | 1929 | 1888 | 1929 | 1918 | 1904 | 1904 | 1884 | 1993 | 1976 | 1908 | 1788 | 1888   |

#### Найхолодніший добовий максимум і найтепліший добовий мінімум температури для кожного місяця
| Показник                           | Січ   | Лют   | Бер   | Кві  | Тра  | Чер  | Лип  | Сер  | Вер  | Жов  | Лис   | Гру   |
| Найтепліший добовий мінімум, °C    | 2,5   | 3,1   | 5,7   | 17,4 | 26,3 | 30,0 | 31,9 | 31,5 | 22,5 | 13,1 | 5,8   | 3,6   |
| найхолодніший добовий максимум, °C | −31,6 | −25,6 | −18,8 | −5,3 | 0,2  | 5,5  | 7,6  | 6,6  | 2,1  | −2,8 | −15,9 | −24,1 |
| ---------------------------------- | ----- | ----- | ----- | ---- | ---- | ---- | ---- | ---- | ---- | ---- | ----- | ----- |

#### Найхолодніший місячний максимум і найтепліший місячний мінімум температури на ВВЦ
|          | Найхолодніший місячний максимум | Найтепліший місячний мінімум |
| Січень   | −4,8 (2010)                     | −15,5 (1949)                 |
| Лютий    | −5,4 (1954)                     | −10,2 (1990)                 |
| Березень | 2,1 (1963)                      | −4,8 (1992)                  |
| Квітень  | 14,6 (1955)                     | 0,5 (1975)                   |
| Травень  | 21,7 (1951)                     | 6,3 (2010)                   |
| Червень  | 23,7 (2003)                     | 11,7 (1989)                  |
| Липень   | 26,2 (1950)                     | 14,4 (2001)                  |
| Серпень  | 21,7 (1888)                     | 12,0 (1938)                  |
| Вересень | 17,6 (1993)                     | 5,6 (1950)                   |
| Жовтень  | 9,5 (1976)                      | 1,2 (2008)                   |
| Листопад | 2,2 (1956)                      | −3,5 (1996)                  |
| Грудень  | −1,0 (2001)                     | −7,3 (2011)                  |
| Рік      | 26,5 (1976)                     | −18,3 (2008)                 |
| -------- | ------------------------------- | ---------------------------- |

#### Найхолодніші та найтепліші 2-місячні періоди в цілому
| 2-місячні періоди | найхолодніші      | найтепліші       |
| Січень-лютий      | −18,7 (1893)      | +0,1 (2020)      |
| Лютий-березень    | −14,1 (1917)      | 1,2 (1990)       |
| Березень-квітень  | −4,7 (1898)       | 5,7 (1975)       |
| Квітень-травень   | 3,9 (1884)        | 13,1 (1975)      |
| Травень-червень   | 9,8 (1941)        | 18,3 (2013)      |
| Червень-липень    | 13,3 (1904)       | 22,5 (2010)      |
| Липень-серпень    | 14,3 (1884)       | 23,9 (2010)      |
| Серпень-вересень  | 10,0 (1884)       | 18,3 (1938)      |
| Вересень-жовтень  | 4,5 (1976)        | 11,1 (1974)      |
| Жовтень-листопад  | −3,0 (1908)       | 5,6 (2008)       |
| Листопад-грудень  | −10,7 (1907)      | 1,1 (2013)       |
| Грудень-січень    | −17,3 (1892—1893) | −0,2 (2006—2007) |
| ----------------- | ----------------- | ---------------- |

#### Добові рекорди температури в Москві за всю історію метеоспостережень (10 найекстремальніших)

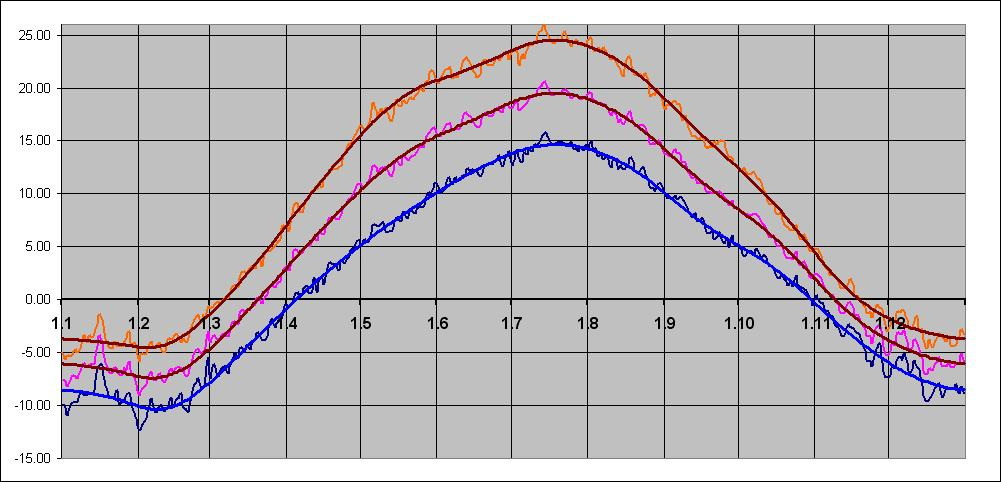
Річний хід температури в Москві (1981—2010). Суцільні лінії — округлені дані, криві — фактичні спостереження

| Місце | Найспекотніший день, °C | Дата встановлення | метеостанція | Найхолодніший день, °C | Дата встановлення | метеостанція |
| ----- | ----------------------- | ----------------- | ------------ | ---------------------- | ----------------- | ------------ |
| 1     | 38,2                    | 29 липня 2010     | ВВЦ          | −42,2                  | 17 січня 1940     | ТСХА         |
| 2     | 37,5                    | 26 липня 2010     | ВВЦ          | −41,9                  | 27 січня 1892     | ТСХА         |
| 3     | 37,5                    | 28 липня 2010     | ВВЦ          | −41,1                  | 18 січня 1940     | ТСХА         |
| 4     | 37,3                    | 6 серпня 2010     | ВВЦ          | −41,0                  | 16 січня 1940     | ТСХА         |
| 5     | 37,2                    | 4 серпня 2010     | ВВЦ          | −40,1                  | 20 січня 1942     | ТСХА         |
| 6     | 36,9                    | 2 серпня 2010     | ВВЦ          | −38,8                  | 28 грудня 1892    | ТСХА         |
| 7     | 36,8                    | 7 серпня 1920     | ТСХА         | −38,6                  | 23 січня 1892     | ТСХА         |
| 8     | 36,7                    | 24 липня 2010     | ВВЦ          | −38,2                  | 6 лютого 1929     | ТСХА         |
| 9     | 36,6                    | 5 серпня 2010     | ВВЦ          | −38,1                  | 31 січня 1956     | ВВЦ          |
| 10    | 36,5                    | 30 липня 1936     | ТСХА         | −38,0                  | 31 грудня 1978    | ВВЦ          |

#### Температурні рекорди по місяцях
За період 1879—2015 найхолоднішим роком був 1888 (+1,7 °C), а найтеплішим — 2015 рік (+ 7,4 °C).
|          | Норма | Найтепліший | Найхолодніший |
| Січень   | −6,5  | +0,1 (2020) | −21,6 (1893)  |
| Лютий    | −6,7  | 0,4 (1990)  | −19,5 (1929)  |
| Березень | −1,0  | 4,4 (2007)  | −12,0 (1789)  |
| Квітень  | 6,7   | 11,1 (2000) | −1,4 (1929)   |
| Травень  | 13,2  | 17,1 (1979) | 6,0 (1918)    |
| Червень  | 17,0  | 22,0 (1841) | 11,9 (1904)   |
| Липень   | 19,2  | 26,1 (2010) | 14,6 (1904)   |
| Серпень  | 17,0  | 21.9 (2022) | 12,0 (1884)   |
| Вересень | 11,3  | 17.1 (2024) | 6,9 (1993)    |
| Жовтень  | 5,6   | 9.2 (2020)  | −1,0 (1976)   |
| Листопад | −1,2  | 4,0 (2013)  | −8,1 (1908)   |
| Грудень  | −5,2  | 1,2 (2006)  | −20,1 (1788)  |
| Рік      | 5,8   | 8,0 (2020)  | 1,7 (1888)    |
| -------- | ----- | ----------- | ------------- |

#### Температурні рекорди по сезонах
| Сезон | Норма | Найтепліший      | Найхолодніший   |
| Зима  | −6,1  | +0,2 (2019—2020) | −16,8 (1892/93) |
| Весна | 6,3   | 9,0 (1975)       | −0,1 (1884)     |
| Літо  | 17,7  | 22,2 (2010)      | 13,6 (1904)     |
| Осінь | 5,2   | 8,8 (2024)       | 1,2 (1993)      |
| ----- | ----- | ---------------- | --------------- |

## Сезони
Офіційно зимовий (холодний) сезон в Москві триває з 1 листопада по 15 квітня, літній (теплий) — відповідно з 16 квітня по 31 жовтня. Дані терміни визначають відповідний сезонний режим функціонування різних міських служб (в першу чергу комунальних) і в значній мірі умовні.
Тривалість опалювального сезону в середньому близько семи місяців: з початку жовтня до кінця квітня.

### Зима

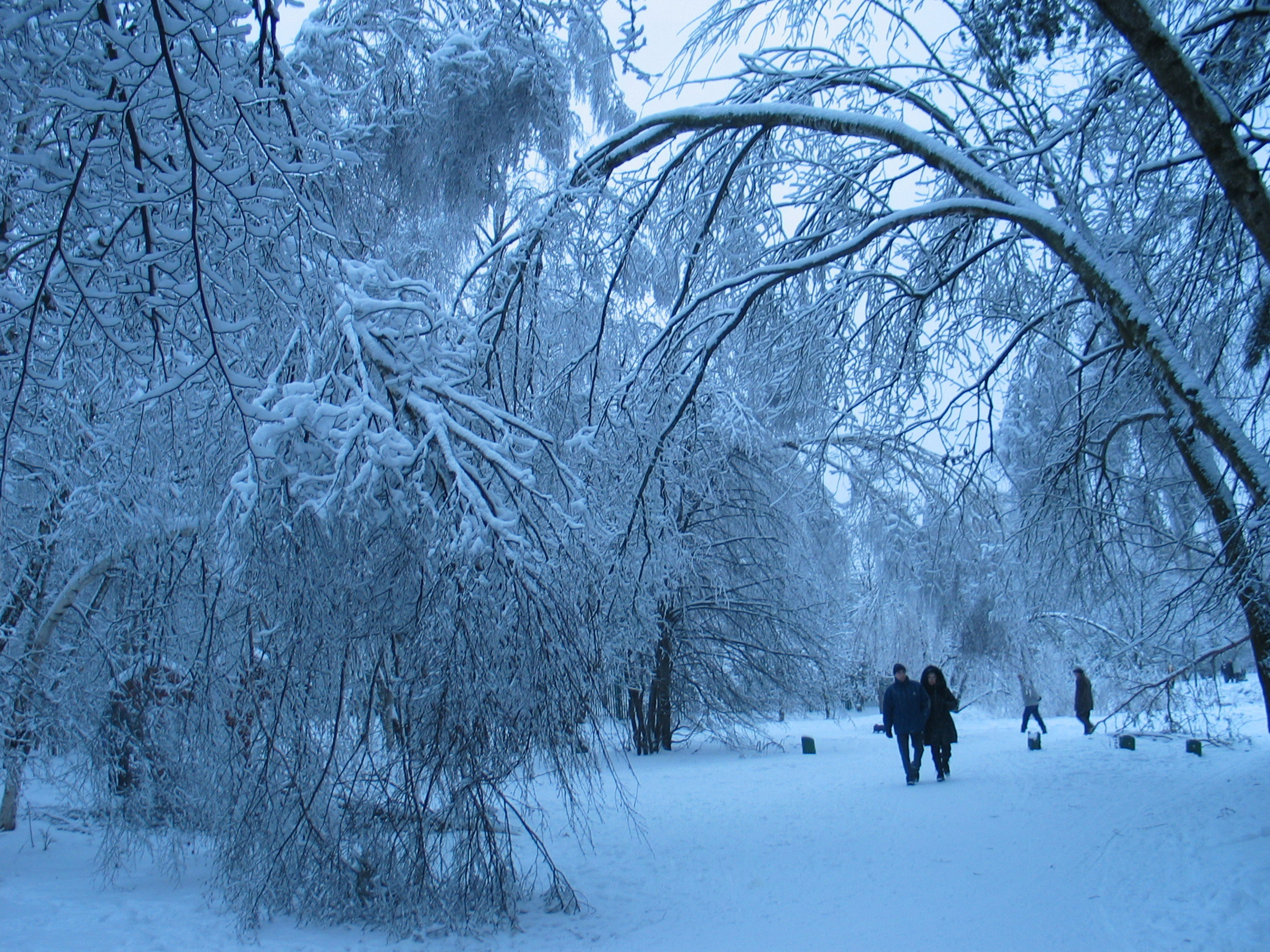
Крижані дерева після крижаного дощу 26 грудня 2010 року

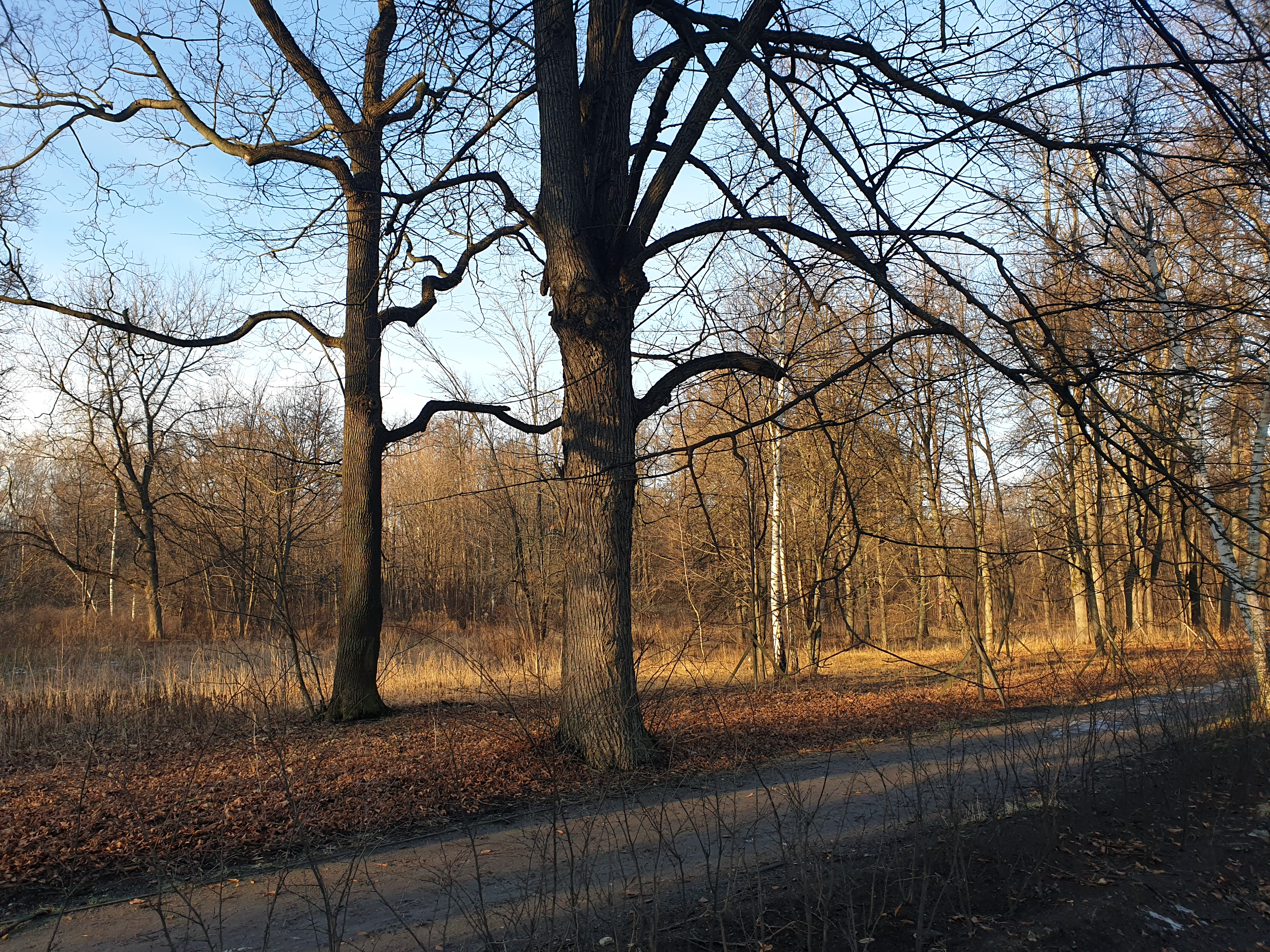
Повний Схід снігового покриву в Москві, 18 січня 2020 року, парк Сокольники

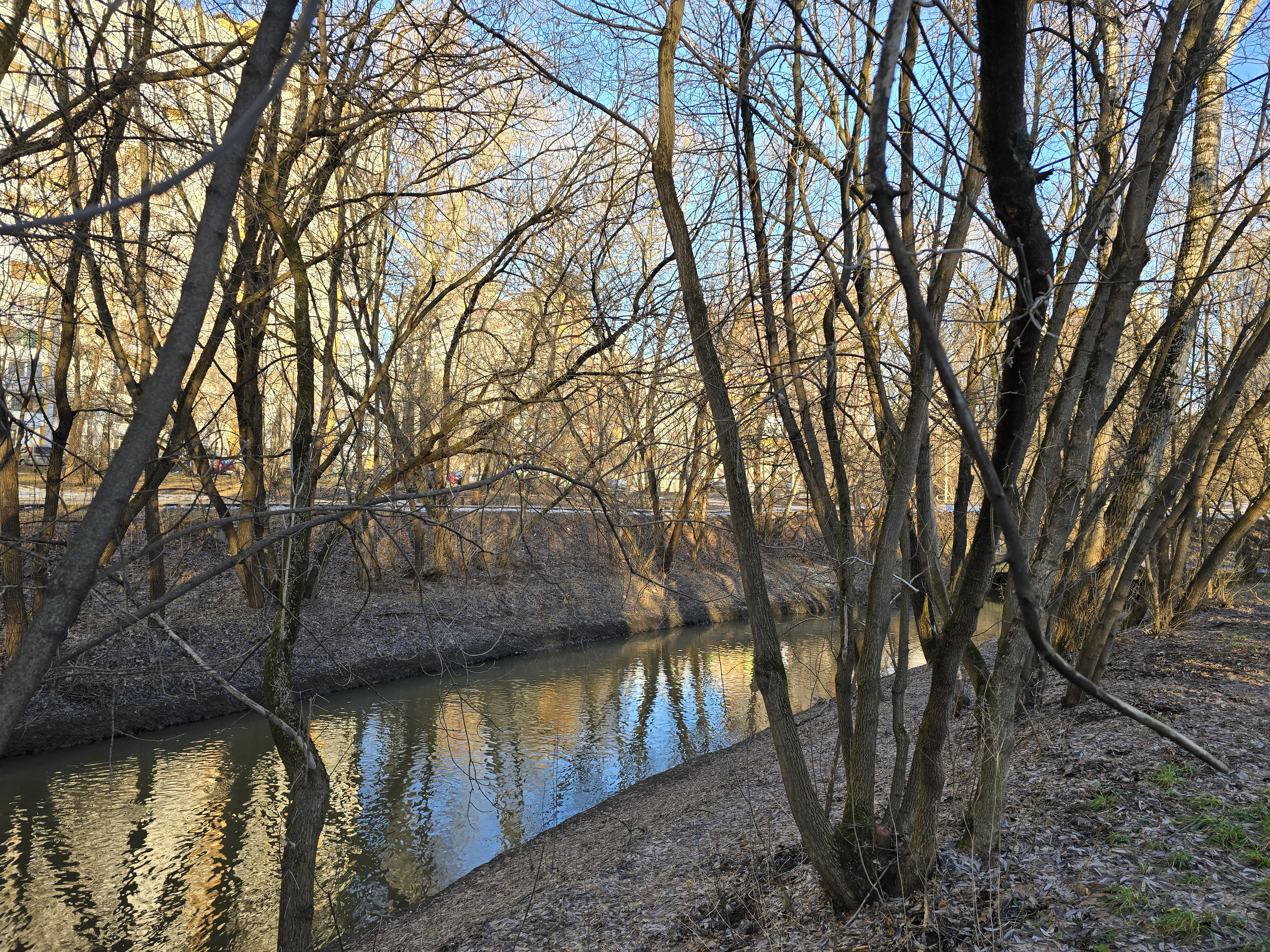
Повний Схід снігового покриву в Москві, 19 січня 2025 року, долина річки Сетунь

Зима у Москві помірно морозна, але з відлигами, які можуть займати від 3-5 днів до половини і більше зими. При цьому в календарну зиму відлиги зазвичай слабкі (температура не перевищує 0..+ 2 °c), з опадами в основному у вигляді мокрого снігу і ожеледі, тому сніговий покрив в Москві зберігається протягом всієї зими, на відміну, наприклад, від Прибалтики, де вплив Атлантики більш виражене.
Найхолодніша зима з середньою температурою -16,8 °C відзначалася в 1892-1893 роках, тоді середньомісячна температура січня склала -21,6 °C. найтепліша зима з середньою температурою +0,2 °C була в 2019-2020 роках, тоді середньомісячна температура січня склала +0,1 °C. У нинішньому столітті найхолодніша зима з середньою температурою -9,8 °C відзначилася в 2009-2010 роках, тоді середньомісячна температура січня склала -14,5 °C. найменше число днів з відлигами (3) було в зими 1928-1929 і 1940-1941 років, найбільше (73) в зиму 2019-2020 років. Сама малосніжна зима з максимальною висотою снігового покриву 11 см була в 2019-2020 роках, сама сніжна — в 1993-1994 роках (78 см). Найсухіша зима відзначалася в 1890-1891 роках, коли випало 27,4 мм опадів. Найнижчий максимум календарної зими (+1 °c) відзначався взимку 1940-1941 років, найвищий максимум (+9,6 °C) — взимку 2008-2009 років. Найм'якша зима з мінімумом -15 °C була в 2019-2020 роках, найсуворіша з мінімумом -42,2 °C — в 1939-1940 роках. Нижче -40 °C температура повітря опускалася в зими 1892-1893, 1939-1940, 1941-1942 років і, за неофіційними даними [яким?], в зиму 1978-1979 років. У XXI столітті температура повітря жодного разу не опускалася нижче -40 °C і навіть нижче -35 °C і лише один раз опускалася нижче -30 °C — в січні 2006 року (18 і 19 січня).
Найчастіше відлиги трапляються в першій половині зими (в цьому випадку вони нерідко є продовженням пізньої осені). Погода часто нестійка (наприклад, середньодобова температура всього за 2-3 дні може впасти з -5 до -20 °C і потім приблизно за такий же термін знову піднятися до -5 °C), але на відміну від інших сезонів, добові коливання температури взимку невеликі — через переважання похмурої погоди різниця між денною і нічною температурами зазвичай не перевищує 5 °c (на відміну від «літніх» 10-12). У XXI столітті зими стали помітно тепліше, ніж до 1970-1980 років. Наприклад, середньомісячна температура січня 2020 року вперше в історії спостережень виявилася позитивною. Мінімальна температура того січня склала -6,8 °C, що є найвищим мінімумом січня. При цьому попередній йому грудень 2019 року був ще тепліше з середньомісячною температурою + 0,8 °C і мінімальної всього -5,2 °C, що також є найвищим мінімумом грудня. У 2025 році рекорд 2020 року за середньомісячною температурою січня (+0,1 °C) був повторений. Крім того, в XXI столітті були зафіксовані випадки, коли в Москві сніговий покрив повністю сходив в середині січня; наприклад, в 2007 році, 18 січня 2020 року, а також 11 і 18 січня 2025 року.

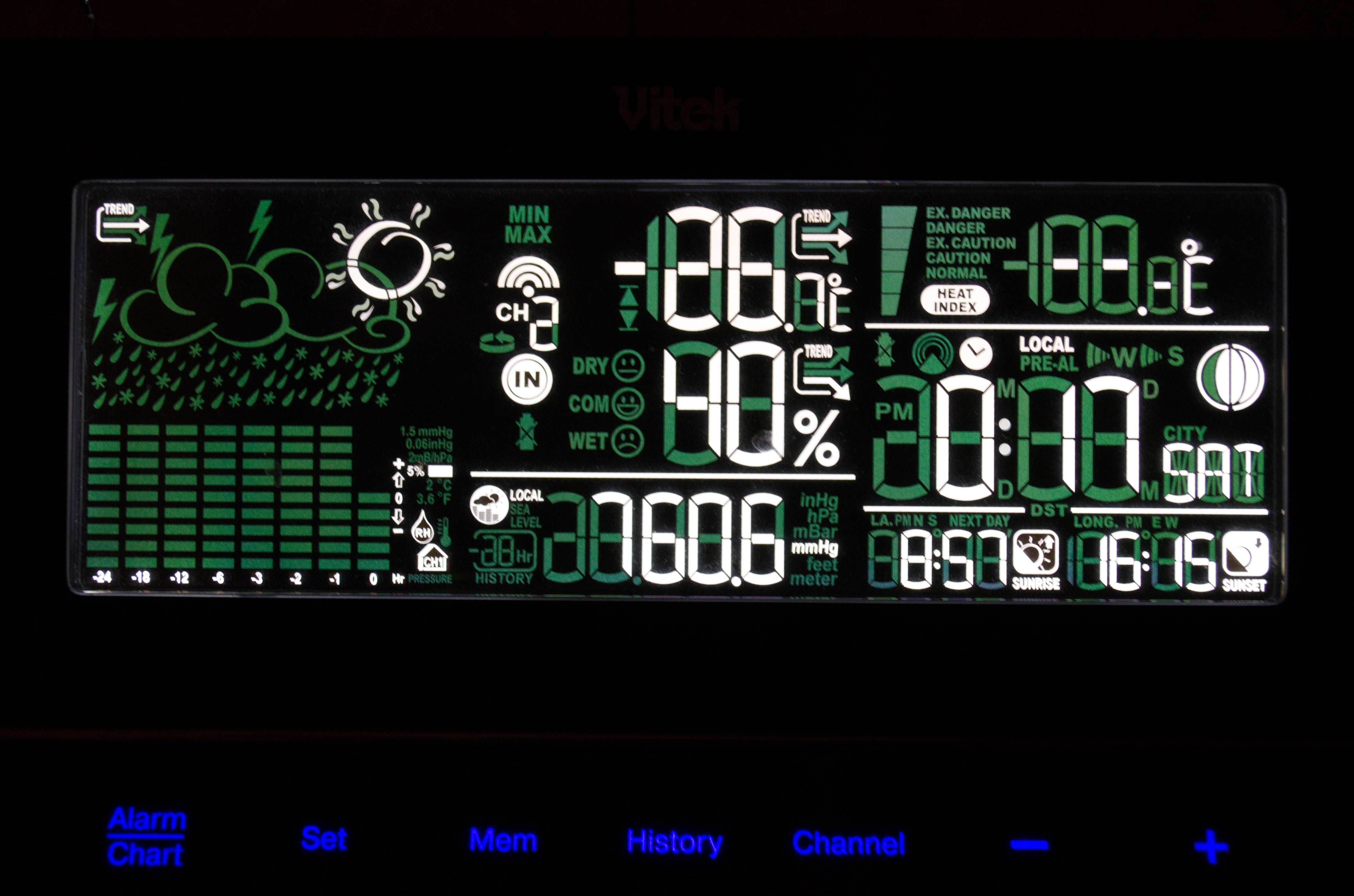
Температура в Москві в ніч з 6 на 7 січня 2017 року (-26,7 °C)

Раніше в більшості зим наступали затяжні морози (від 1-2 до 7-8 тижнів), коли активність Атлантики спадає, і відбувається обвал холоду в тилах південних або пірнаючих циклонів або на європейську частину Росії зміщується скандинавський або арктичний антициклон. Тоді температура ночами може опускатися нижче -25 °C, а вдень рідко підніматися вище 0 °C. У XXI столітті найтриваліший період без відлиг був в зиму 2009-2010 років: морози прийшли в Москву 29 грудня 2009 року і трималися майже 2 місяці — до 24 лютого 2010 року.
У XXI столітті тенденція повільно переходить до затяжних відлиг, які можуть тривати до половини термінів зимового періоду. В цілому, в XXI столітті зима настає пізніше, ніж в останніх десятиліттях XX століття, так в 2006, 2008, 2011, 2015 і 2019, 2024 роках метеорологічна зима починалася в другій декаді грудня або пізніше. Особливо теплими видалися зими 2008-2009, 2011-2012, 2014-2015, 2015-2016, 2020-2021 років і через аномальне теплого січня — зима 2024-2025 року.
Опади взимку випадають переважно у вигляді снігу, але можливий дощ, що часто спостерігалося в останні роки. Сніговий покрив має висоту зазвичай 30-40 см.
Метеорологічна зима (тобто період із середньою добовою температурою нижче 0 °C) триває близько 131-132 днів, починаючись зазвичай в середині листопада і закінчуючись в третій декаді березня.
Мінімальна річна температура (1970—2025)
| Год | 70    | 71    | 72    | 73    | 74    | 75    | 76    | 77    | 78    | 79    | 80    | 81    | 82    | 83    | 84    | 85    | 86    | 87    | 88    | 89    |
| t°C | −30,1 | −22,0 | −30,6 | −27,5 | −22,3 | −23,5 | −30,2 | −25,6 | −38,0 | −33,0 | −25,8 | −21,4 | −27,7 | −22,7 | −23,3 | −26,9 | −26,5 | −32,4 | −23,6 | −23,1 |
| Год | 90    | 91    | 92    | 93    | 94    | 95    | 96    | 97    | 98    | 99    | 00    | 01    | 02    | 03    | 04    | 05    | 06    | 07    | 08    | 09    |
| t°C | −26,7 | −29,6 | −24,3 | −24,6 | −27,9 | −22,1 | −26,5 | −28,8 | −25,2 | −26,8 | −20,3 | −22,1 | −26,8 | −27,7 | −22,0 | −21,5 | −30,8 | −23,0 | −18,3 | −26,0 |
| Год | 10    | 11    | 12    | 13    | 14    | 15    | 16    | 17    | 18    | 19    | 20    | 21    | 22    | 23    | 24    | 25    | 26    | 27    | 28    | 29    |
| t°C | −25,9 | −26,4 | −28,5 | −19,1 | −25,4 | −20,4 | −20,3 | −29,9 | −21,7 | −19,8 | −15,0 | −24,5 | −19,0 | −23,5 | -27.0 | -16.6 |       |       |       |       |
| --- | ----- | ----- | ----- | ----- | ----- | ----- | ----- | ----- | ----- | ----- | ----- | ----- | ----- | ----- | ----- | ----- | ----- | ----- | ----- | ----- |

Середня температура календарних зимових місяців, норма 1991-2020
| Показатель      | Дек.  | Янв.  | Февр. | Зима  |
| --------------- | ----- | ----- | ----- | ----- |
| Абс.макс, °C    | 9,6   | 8,6   | 8,3   | 9,6   |
| Ср.сут.макс, °C | -2,3  | -3,9  | -3,0  | -3,1  |
| Средняя, °C     | −4,4  | -6,2  | -5,9  | -5,5  |
| Ср.сут.мин, °C  | −6,5  | -8,7  | -8,8  | -8    |
| Абс.мин, °C     | −38,8 | -42,1 | -38,2 | -42,1 |

### Весна

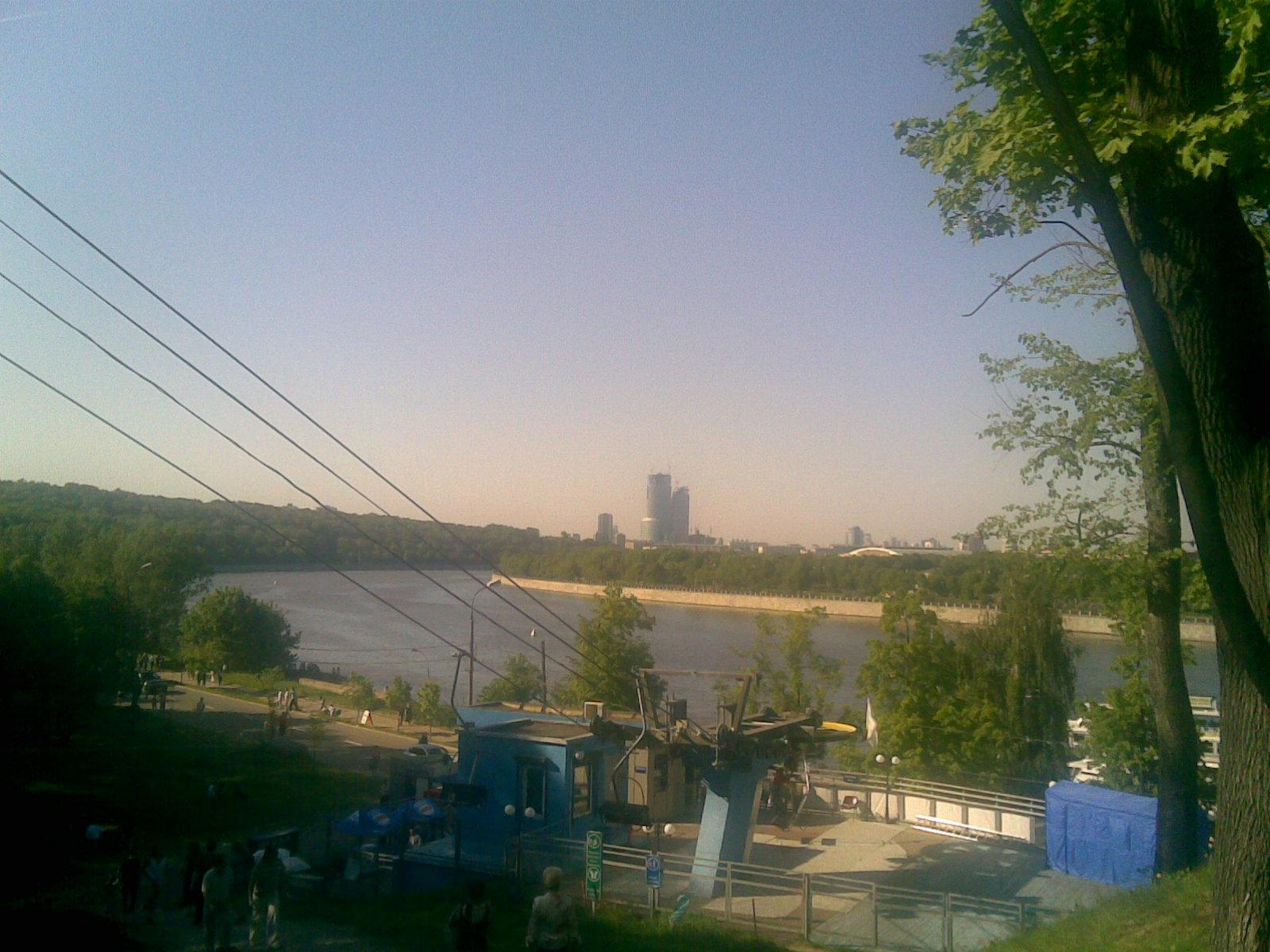
Воробйові гори. Спека в кінці травня 2007 року

Весна — найбільш нестабільна пора року в Москві. У березні і квітні добові коливання температури найбільш високі і можуть перевищувати 15 °C.
Березень, за останні два десятиліття, став місяцем з позитивним значенням температур, але сам місяць зберіг в собі досить нестабільні тенденції, і наприклад, за десятиліття в березні бувають так і позитивні рекорди (25 березня 2014 року +19,7 °C - абсолютний рекорд за всю історію метеоспостережень) і так само негативні рекорди (18 березня 2018 року -19,7 °C-рекорд за століття).
Рік від року, в залежності від атмосферної циркуляції, Березень може бути як повністю весняним (з повною відсутністю снігового покриву і початком вегетації до кінця місяця), так і абсолютно зимовим (з морозами до -15 °C і нижче). Проте перший місяць календарної весни можна як і раніше вважати скоріше зимовим місяцем, ніж весняним, наприклад в 1991, 1993, 1994, 1997, 1998, 1999, 2000, 2001, 2003, 2006, 2009, 2011, 2012, 2021 і особливо в 2005, 2013 і 2018 роках Березень видався досить морозним, а за температурними показниками не сильно відрізнявся від лютого тих же років.
Про наближення весни в березні нагадує значна тривалість світлового дня і часті відлиги (середній максимум Місяця досягає +3 °c). Довгота дня до кінця місяця становить 13 годин, до того ж сонце стоїть на тій же висоті, що і в середині осені. Завдяки цьому температура повітря в окремі дні може досягати +5..+10 °C, в кінці місяця іноді і +15 °C, хоча метеорологічна весна в Москві зазвичай настає після весняного рівнодення, в третій декаді березня, коли середньодобова температура стає позитивною і починає сходити сніговий покрив.
Якщо Квітень в цілому зберіг за собою статус досить стабільного місяця, з рідкісними поверненнями холодів і відхилень від температурних норм, за винятком квітня 2025 року - який зміг за календарний місяць встановити температурні рекорди, близькі до значень Червня, так і тимчасово повернути сніговий покрив, то Травень повторює долю березня, будучи перехідним місяцем і погода має досить непередбачуваний характер. Так май 2007, 2012, 2013, 2018, 2019, 2021, і частково 2024 року можна назвати літніми місяцями; але в тому ж 2024 році, не дивлячись на більш раніше початок метеорологічного літа, характер погоди змінювався занадто різко за місяць, так 9 травня випав сніг, а вже 17 травня в Москві почалося літо.
Середня температура календарних весняних місяців 1991—2020
| Показатель      | Март  | Апр. | Май  | Весна |
| --------------- | ----- | ---- | ---- | ----- |
| Абс.макс, °C    | 19,7  | 28,9 | 33,2 | 33,2  |
| Ср.сут.макс, °C | 3,0   | 11,7 | 19,0 | 11,2  |
| Средняя, °C     | −0,7  | 6,9  | 13,6 | 6,6   |
| Ср.сут.мин, °C  | −4,2  | 2,3  | 8,1  | 2,1   |
| Абс.мин, °C     | −32,4 | -21  | -7,5 | -32,4 |

### Лiто
Лето Москві помірно спекотне з середньою температурою від +17 °C в червні до +19..+ 21 °C у липні та серпні. Кілька разів за літо може встановитися спекотна погода до +31..+ 33 °C вдень, а вночі вище +20 °C, але як правило, така спека не затримується більше 3-4 днів, і на зміну приходить грозова злива, що збиває температуру до +23..+25 °C.
Метеорологічне літо (період з того часу, коли середньодобова температура не нижче +15 °C більше 5 днів поспіль і до того часу, коли середньодобова температура нижче +15 °C більше 5 днів поспіль) в Москві в середньому триває 108 днів: з середини-кінця травня по початок вересны. Максимальна тривалість метеорологічного літа досягала 136 днів і спостерігалася в 2024 році, коли літо тривало з 17 травня по 29 вересня.
Максимальна річна температура (1975—2025)
| Год | 75   | 76   | 77   | 78   | 79   | 80   | 81   | 82   | 83   | 84   | 85   | 86   | 87   | 88   | 89   | 90   | 91   | 92   | 93   | 94   |
| t°C | 29,4 | 26,5 | 31,0 | 28,1 | 30,3 | 29,3 | 35,0 | 28,3 | 29,7 | 30,4 | 31,6 | 30,7 | 28,2 | 32,7 | 31,0 | 30,6 | 33,0 | 31,4 | 27,7 | 29,0 |
| Год | 95   | 96   | 97   | 98   | 99   | 00   | 01   | 02   | 03   | 04   | 05   | 06   | 07   | 08   | 09   | 10   | 11   | 12   | 13   | 14   |
| t°C | 31,6 | 35,6 | 28,8 | 33,9 | 34,0 | 30,9 | 33,4 | 32,5 | 30,2 | 29,3 | 31,5 | 31,4 | 33,2 | 32,5 | 30,0 | 38,2 | 33,8 | 32,5 | 32,0 | 33,0 |
| Год | 15   | 16   | 17   | 18   | 19   | 20   | 21   | 22   | 23   | 24   | 25   | 26   | 27   | 28   | 29   | 30   | 31   | 32   | 33   | 34   |
| t°C | 31,3 | 33,6 | 31,9 | 31,1 | 31,2 | 31,4 | 34,8 | 32,8 | 31,4 | 33,5 |      |      |      |      |      |      |      |      |      |      |
| --- | ---- | ---- | ---- | ---- | ---- | ---- | ---- | ---- | ---- | ---- | ---- | ---- | ---- | ---- | ---- | ---- | ---- | ---- | ---- | ---- |

- Найбільша кількість опадів припадає на липень — 84 мм[15])
- В середньому 5-6 днів за сезон температура перевищує +30 °C[21].

Початок літа характеризується в основному нестійкою погодою, з низкою теплих і прохолодних днів; часті грози, можливий і град. В окремі роки реєструвалися руйнівні шквали (25 червня 1957 року, 20 червня 1998 року, 29 Травня 2017 року) і навіть смерчі (Червень 1904 року).
У липні зазвичай переважає антициклональний тип погоди. В окремі роки буває і холодна погода з денною температурою близько +15 °C і нічний — нижче +10 °C, але вона тримається, як правило, кілька діб, оскільки сонце швидко прогріває холодне повітря. Пік літньої спеки в Москві і пік найбільшої пожежонебезпеки в Підмосков'ї припадає на кінець липня — початок серпня.

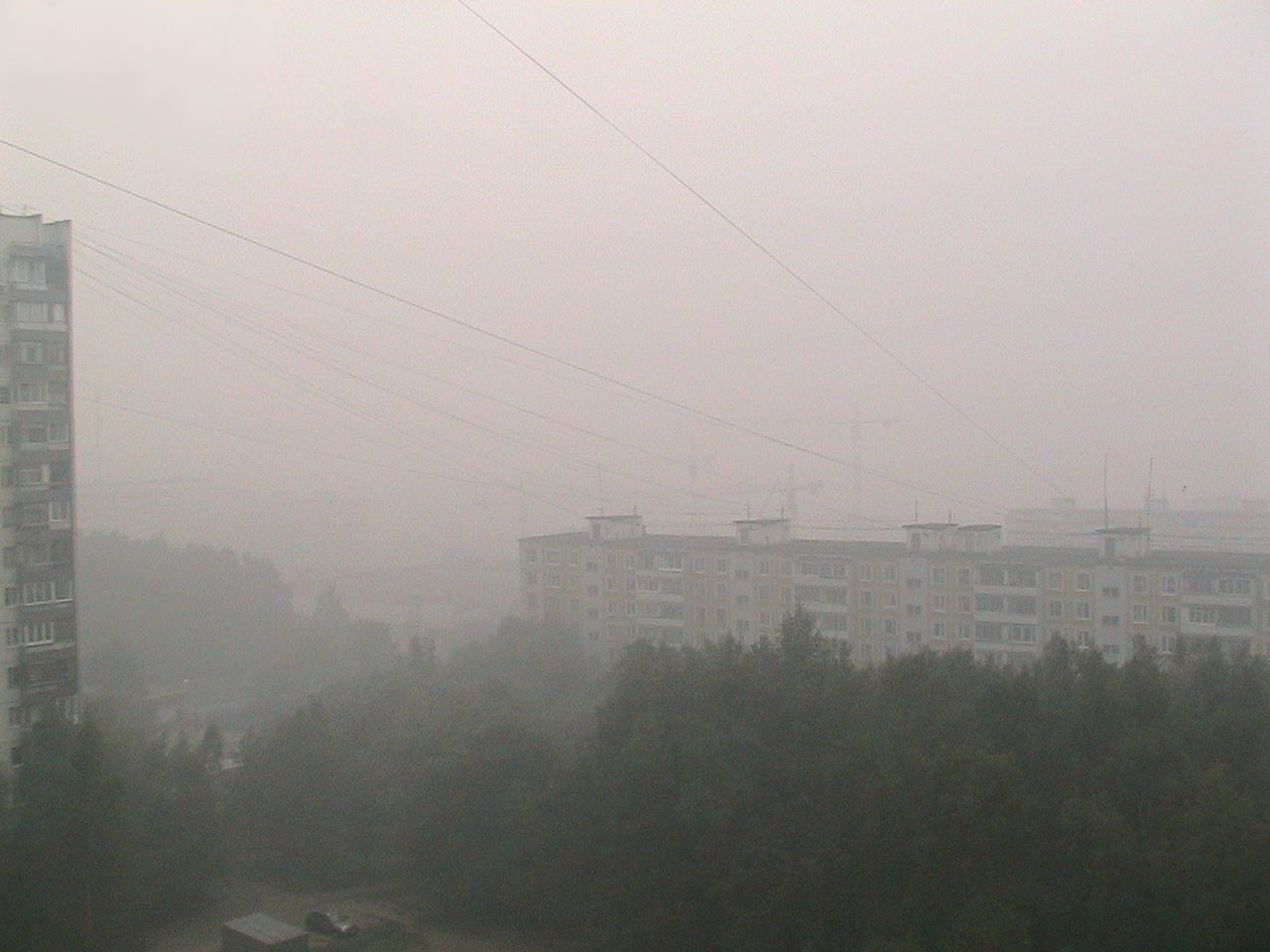
Смог в Москві (Ясенево) в серпні 2010 року, викликаний лісовими пожежами

Для Серпня характерні теплі і навіть помірно спекотні (до +28 °C і вище) дні, проте ночі поступово стають холоднішими за рахунок скорочення світлового дня і збільшення темного часу доби, хоча помітно це в основному за містом, в межах Москви ночі значно тепліше. Друга половина серпня вже виразніше дає про себе знати ознаками наближення осені: починають жовтіти листя на деревах і т.п. середня добова температура в серпні зменшується з 18,9 °C 1 числа до 14,4 °c 31-го; третя декада Цього місяця за кліматичними ознаками зазвичай вже «Осіння».
Також серпень може нагадувати про наближення осені дощовою і сирою погодою. Особливо дощовим видався Серпень 2016 року, коли 15 серпня за добу випало 87,8 мм опадів (107% місячної норми), що для Москви є абсолютним рекордом за всю історію метеоспостережень. Були зафіксовані численні підтоплення, а в районі сільськогосподарської вулиці річка Яуза вийшла з берегів.
У XXI столітті спекотним видалося літо 2001, 2002, 2007, 2010, 2011, 2016, 2021, 2022 і 2024 років, а літо 2010 року стало рекордно спекотним, коли були встановлені численні рекорди температури. Липень 2014 року став найсухішим липнем за всю історію метеоспостережень в Москві (випало всього 4,4 мм опадів), а Серпень 2016 року став найвологішим серпнем за всю історію метеоспостережень (випало 166,6 мм опадів). Прохолодним (але в межах норми) видалося літо 2003 і 2017 років за рахунок холодних червня (літо 2017 року також за рахунок холодного липня), а також літо 2019 року за рахунок холодного липня і прохолодного серпня.
Середня температура календарних літніх місяців 1991—2020
| Показатель      | Июнь | Июль | Авг. | Лето |
| --------------- | ---- | ---- | ---- | ---- |
| Абс.макс, °C    | 34,8 | 38,2 | 37,3 | 38,2 |
| Ср.сут.макс, °C | 22,4 | 24,7 | 22,7 | 23,3 |
| Средняя, °C     | 17,3 | 19,7 | 17,6 | 18,2 |
| Ср.сут.мин, °C  | 12,2 | 14,8 | 13   | 13,3 |
| Абс.мин, °C     | -2,3 | 1,3  | −1,2 | -2,3 |

### Осені

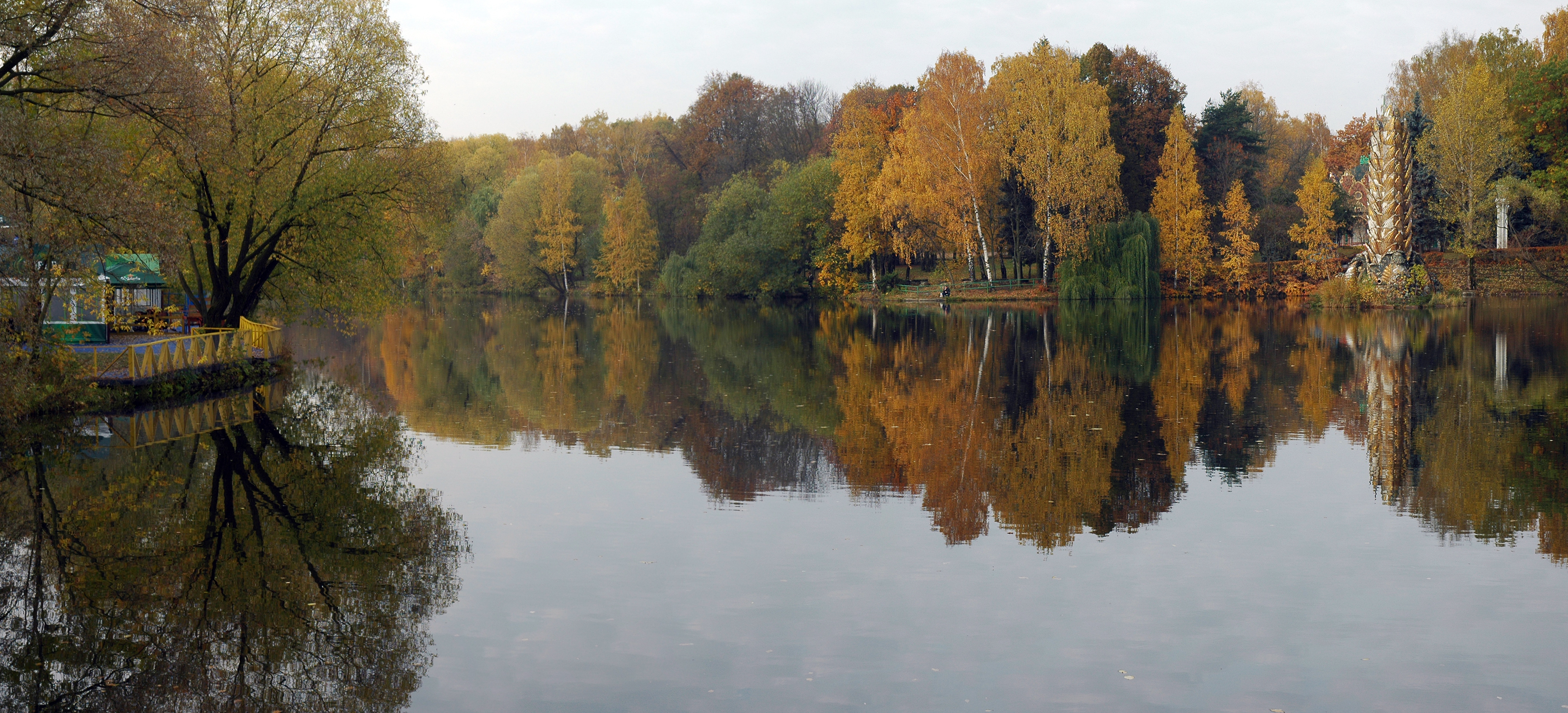
Фонтан» Золотий колос " восени. Жовтень 2009 року

Осінь в Москві затяжна, з частими поверненнями тепла, але, незважаючи на це, осінь є найбільш стабільним часом року. Літо закінчується з падінням середньодобової температури нижче + 15 °C, що в 1991-2010 роках відбувалося в останніх числах серпня, а в останньому десятилітті-в перших числах вересня. У вересні, як правило, стоїть тепла і суха погода з денними показниками термометрів +16..+ 18 °C і нічними — +8..+ 10 °C. трапляються як холодні дні з похмурою і дощовою погодою, так і повернення літнього тепла до +20...+25 °C вдень — так зване бабине літо. При цьому ночі вже холодні, в кінці вересня — початку жовтня приходять перші заморозки. Але в останнє десятиліття Вересень має тенденцію до підвищення середньомісячної температури до близько літніх значень, а Вересня 2018, 2023 і 2024 років можна і зовсім назвати літніми місяцями |title=Сентябрь для Москвы стал четвертым летним месяцем |date=2023-09-28 |website=Российская газета |lang=ru |archive-url=https://web.archive.org/web/20250107020855/https://rg.ru/2023/09/28/reg-cfo/sentiabr-dlia-moskvy-stal-chetvertym-letnim-mesiacem.html |archive-date=2025-01-07 |url-status=live |access-date=2025-01-07}}</ref>.
На початку жовтня осінь повністю вступає в свої права. Зазвичай вдень стовпчики термометрів досягають + 10..+ 12 °C, а вночі +4..+ 6 °C. У першій половині місяця ще можливі повернення тепла, коли вдень до +15..20 °C, а вночі близько +10 °C (в XXI столітті таке тепло в жовтні відбувається майже щорічно, і вже не вважається аномальним). Але з середини жовтня погода вже остаточно бере курс на зиму: стає особливо сиро і негода, світловий день вже менше 10 годин, все частіше підморожує ночами, іноді випадає перший сніг (зазвичай лише летить в повітрі). Середньодобова температура падає нижче + 5 °C 20 жовтня. При цьому нерідко в третій декаді жовтня — початку листопада в центр Росії приходить великий антициклон, завдяки якому на кілька днів встановлюється досить висока для цього часу температура повітря — до +10..+15 °C.
Перший (тимчасовий) сніговий покрив утворюється зазвичай в останніх числах жовтня — перших числах листопада. Як правило, він відразу ж сходить, оскільки грунт ще недостатньо охолола, а також в цей час висока активність західного переносу, що дозволяє середньодобовій температурі залишатися позитивною.

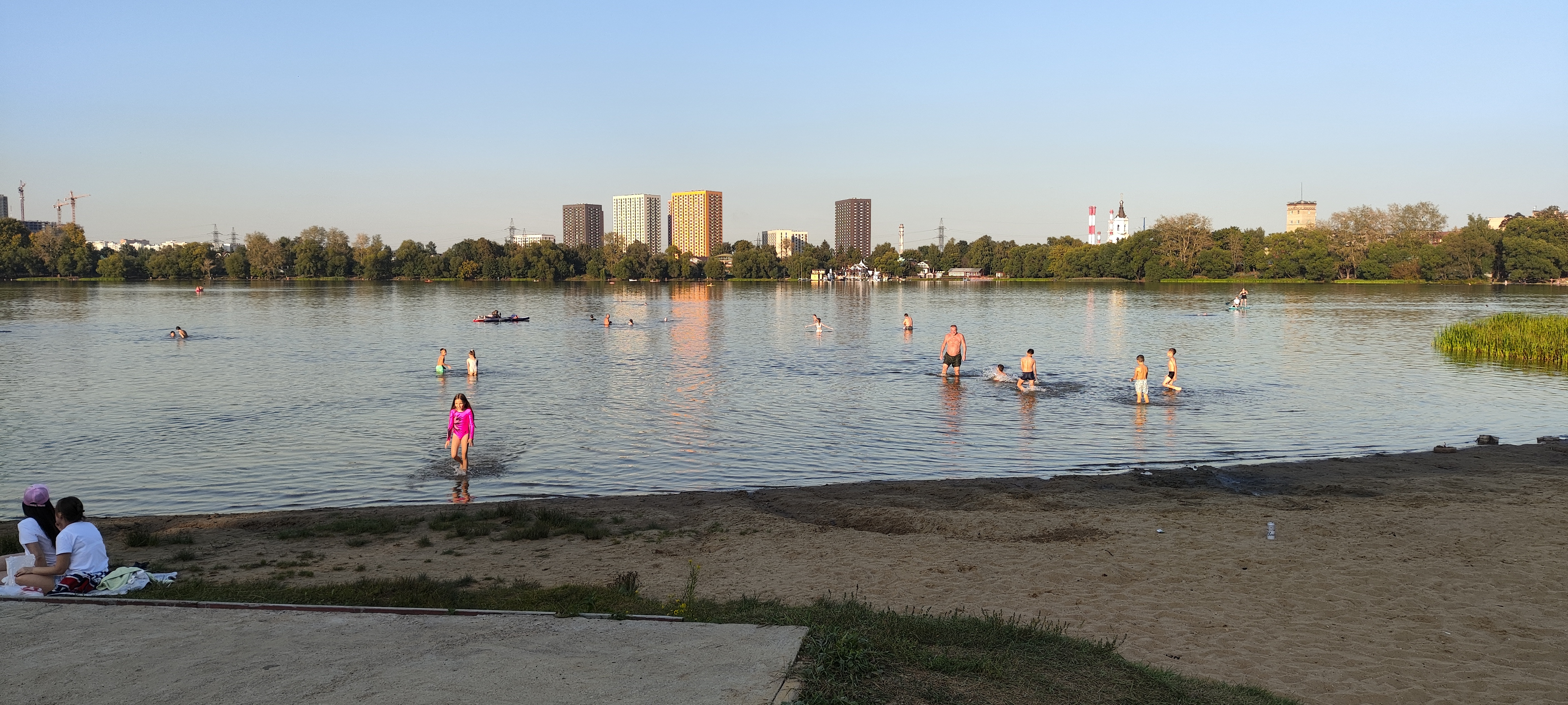
Пляж На озері біле в Косино 7 вересня 2024

У листопаді різко переважає похмура погода (через високу вологість атмосфери), хоча під час проходження антициклонів іноді встановлюється дуже тепла для Листопада погода (до +10 °C і вище вдень). В окремі роки перший сніг супроводжується ожеледицею. Так було, зокрема, 30-31 жовтня 2012 року, коли на Москву обрушився сильний крижаний дощ. Крижаний переохолоджений дощ, що йде при мінусовій температурі повітря, був відзначений в Москві і 3 листопада 2014 року. Середньодобова температура опускається нижче 0 °C в середині листопада, а стійкий сніговий покрив і загальний зимовий характер погоди встановлюється в кінці листопада. Правда, в останні роки через зміну клімату зима часто стала наступати пізніше норми: в зимах 2005-2006, 2008-2009, 2009-2010, 2011-2012, 2014-2015, 2020-2021, 2021-2022 і 2024-2025 років стійкого снігового покриву і сильних морозів не було до початку або до середини грудня; в зиму 2015-2016 років до кінця грудня; в зимах 2006-2007, 2013-2014 і 2017-2018 до початку або до середини січня; а в зиму 2019-2020 років до кінця січня — початку лютого. Разом з тим траплялися і роки аномально раннього встановлення снігового покриву і настання зими (1993 — кінець жовтня, 2007 — початок листопада, 2016 — кінець жовтня). Вересень 2024 року в Москві став найтеплішим за весь час метеоспостережень з 1779 року з середньомісячною температурою + 17,1 °C (колишній рекорд становив + 17,0 °C і належав 1847 році, тобто рекорд був побитий на мінімально можливі 0,1 °C).
Середня температура календарних осінніх осінніх місяців, норма 1991—2020
| Показатель      | Сен. | Окт.  | Нояб. | Осень |
| --------------- | ---- | ----- | ----- | ----- |
| Абс.макс, °C    | 32,3 | 24    | 16,2  | 32,3  |
| Ср.сут.макс, °C | 16,4 | 8,9   | 1,6   | 9     |
| Средняя, °C     | 11,9 | 5,8   | −0,5  | 5,7   |
| Ср.сут.мин, °C  | 8,0  | 3,0   | -2,4  | 2,9   |
| Абс.мин, °C     | -8,5 | -20,3 | −32,8 | -32,8 |

## Зміна клімату

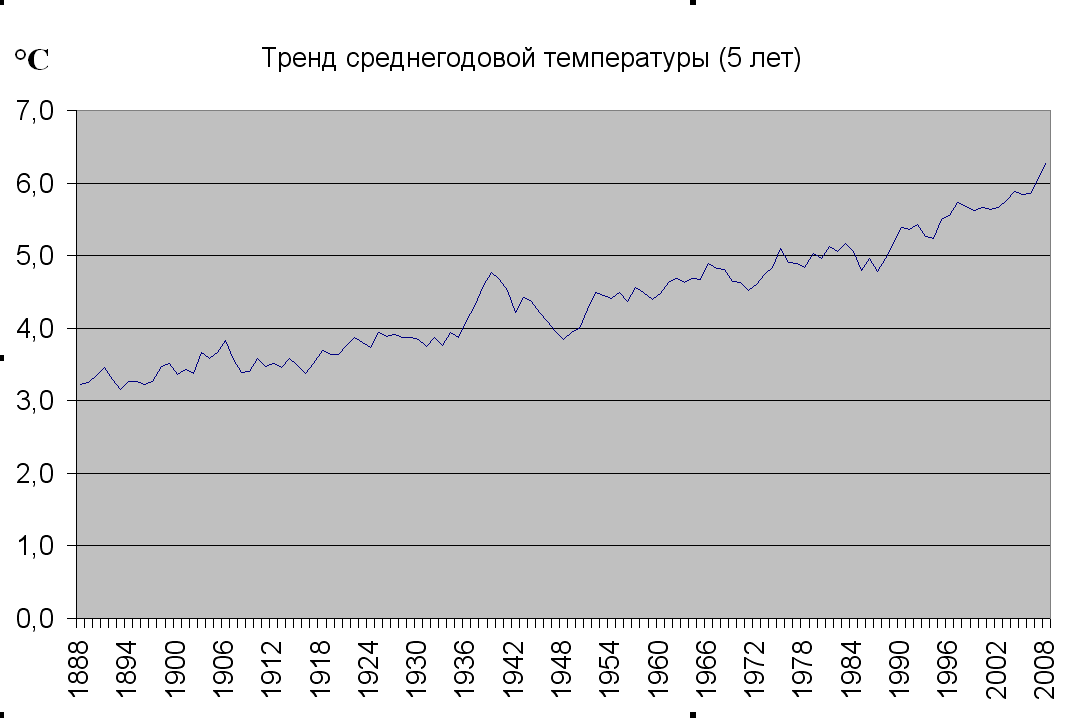
Значення середньорічної температури в Москві, осредняемие за 5-річний цикл

В останні десятиліття, особливо з 1970-х років клімат міста стає тепліше, зростає середньорічна температура Причинами цього процесу можуть бути як глобальне потепління, так і природна циклічність клімату, а також триваюче зростання міста (збільшення чисельності населення, кількості автомобілів і т. д.)
Середньорічна температура за десятиліття :
- 1960—1969 — +4,6 °C
- 1970—1979 — +5,0 °C
- 1980—1989 — +5,2 °C
- 1990—1999 — +5,6 °C
- 2000—2009 — +6,3 °C
- 2010—2019 — +6,7 °C

### Використання різних кліматичних норм
З 2011 року для характеристики сучасного клімату Москви можуть використовуватися норми 1981—2010 років. Однак основними (офіційними) кліматичними нормами, згідно з вказівками всесвітньої метеорологічної організації, залишаються норми, обчислені за період 1961—1990. При цьому слід пам'ятати, що «офіційність» норм — поняття досить суб'єктивне, і ВМО допускає використання норм за період 1971—2010, 1981—2010. Також багато гідрометеорологічні служби європейських країн (британський МЕТОФІС) і американська NOAA для характеристики сучасного клімату перейшли на норми 1981—2010. При цьому консервативний російський гідрометцентр через недостатнє фінансування і відсутність ряду кваліфікованих кадрів не виробляє перерахунок норм за нові періоди. Так, норми, які були розраховані за періоди 1971—2000 і тим більше 1961—1990, не можуть більше характеризувати клімат Москви, не відповідають критеріям об'єктивності огляду незаперечних змін клімату та зростання середньорічної температури.
Цікаво, що за нормами 1981—2010 найхолоднішим місяцем є лютий (а не січень, як раніше). Це пов'язано з тим, що до лютого активність Атлантики йде на спад, і потік циклонів зменшується. Збільшується повторюваність антициклонів.

### Кліматичні норми середньодобової температури на кожен день (середні за період спостережень 1961—1990)
| Дата місяця | січень | лютий | березень | квітень | травень | червень | липень | серпень | вересень | жовтень | листопад | грудень |
| 1           | −8,2   | −10,0 | −5,0     | 1,1     | 10,4    | 15,6    | 17,3   | 18,8    | 13,5     | 8,1     | 1,6      | −3,8    |
| 2           | −8,2   | −9,8  | −4,8     | 1,4     | 10,6    | 15,7    | 17,3   | 18,6    | 13,3     | 7,9     | 1,4      | −4,0    |
| 3           | −8,3   | −9,6  | −4,6     | 1,7     | 10,8    | 15,7    | 17,4   | 18,5    | 13,3     | 7,7     | 1,2      | −4,2    |
| 4           | −8,4   | −9,5  | −4,4     | 2,0     | 10,9    | 15,8    | 17,4   | 18,3    | 12,9     | 7,5     | 1,0      | −4,3    |
| 5           | −8,5   | −9,3  | −4,2     | 2,3     | 11,1    | 15,9    | 17,5   | 18,1    | 12,7     | 7,5     | 0,8      | −4,4    |
| 6           | −8,6   | −9,1  | −4,0     | 2,7     | 11,3    | 15,9    | 17,5   | 18,0    | 12,6     | 7,1     | 0,6      | −4,6    |
| 7           | −8,6   | −8,9  | −3,8     | 3,0     | 11,4    | 16,0    | 17,6   | 17,8    | 12,4     | 6,9     | 0,4      | −4,7    |
| 8           | −8,6   | −8,7  | −3,6     | 3,3     | 11,6    | 16,0    | 17,6   | 17,6    | 12,2     | 6,6     | 0,2      | −4,8    |
| 9           | −8,7   | −8,5  | −3,4     | 3,6     | 11,8    | 16,1    | 17,7   | 17,5    | 12,0     | 6,4     | 0,1      | −5,0    |
| 10          | −8,8   | −8,4  | −3,2     | 3,9     | 11,9    | 16,2    | 17,7   | 17,3    | 11,8     | 6,2     | 0,0      | −5,1    |
| 11          | −8,8   | −8,2  | −3,0     | 4,2     | 12,1    | 16,2    | 17,8   | 17,1    | 11,7     | 6,0     | −0,2     | −5,2    |
| 12          | −8,9   | −8,0  | −2,8     | 4,6     | 12,3    | 16,3    | 17,8   | 17,0    | 11,5     | 5,8     | −0,4     | −5,4    |
| 13          | −9,0   | −7,8  | −2,6     | 4,9     | 12,4    | 16,3    | 17,9   | 16,8    | 11,2     | 5,6     | −0,6     | −5,5    |
| 14          | −9,0   | −7,6  | −2,5     | 5,2     | 12,6    | 16,4    | 17,9   | 16,6    | 11,1     | 5,4     | −0,8     | −5,7    |
| 15          | −9,1   | −7,5  | −2,3     | 5,5     | 12,8    | 16,4    | 17,9   | 16,4    | 10,9     | 5,2     | −1,0     | −5,8    |
| 16          | −9,2   | −7,3  | −2,1     | 5,8     | 12,9    | 16,5    | 18,0   | 16,3    | 10,8     | 5,0     | −1,2     | −5,8    |
| 17          | −9,2   | −7,1  | −1,9     | 6,1     | 13,1    | 16,6    | 18,1   | 16,1    | 10,6     | 4,8     | −1,3     | −6,8    |
| 18          | −9,3   | −6,9  | −1,7     | 6,5     | 13,3    | 16,6    | 18,1   | 15,9    | 10,4     | 4,5     | −1,5     | −6,2    |
| 19          | −9,4   | −6,7  | −1,5     | 6,8     | 13,5    | 16,7    | 18,2   | 15,7    | 10,2     | 4,3     | −1,7     | −6,4    |
| 20          | −9,4   | −6,6  | −1,3     | 7,1     | 13,6    | 16,7    | 18,3   | 15,6    | 10,0     | 4,1     | −1,9     | −6,5    |
| 21          | −9,5   | −6,4  | −1,1     | 7,4     | 13,8    | 16,8    | 18,3   | 15,4    | 9,9      | 3,9     | −2,1     | −6,6    |
| 22          | −9,5   | −6,2  | −0,9     | 7,7     | 14,0    | 16,8    | 18,4   | 15,2    | 9,7      | 3,7     | −2,3     | −6,8    |
| 23          | −9,6   | −6,0  | −0,7     | 8,0     | 14,1    | 16,9    | 18,4   | 15,1    | 9,5      | 3,5     | −2,4     | −6,9    |
| 24          | −9,7   | −5,8  | −0,5     | 8,3     | 14,3    | 16,9    | 18,4   | 15,1    | 9,5      | 3,5     | −2,4     | −6,9    |
| 25          | −9,7   | −5,7  | −0,3     | 8,7     | 14,5    | 17,0    | 18,5   | 14,7    | 9,2      | 3,1     | −2,8     | −7,2    |
| 26          | −9,8   | −5,5  | −0,1     | 9,0     | 14,6    | 17,0    | 18,6   | 14,5    | 9,0      | 3,0     | −3,0     | −7,4    |
| 27          | −9,8   | −5,3  | 0,0      | 9,3     | 14,8    | 17,1    | 18,6   | 14,4    | 8,8      | 2,6     | −3,2     | −7,5    |
| 28          | −9,9   | −5,1  | 0,2      | 9,6     | 15,0    | 17,1    | 18,7   | 14,2    | 8,6      | 2,4     | −3,4     | −7,6    |
| 29          | −10,0  | −5,0  | 0,4      | 9,9     | 15,2    | 17,2    | 18,8   | 14,0    | 8,5      | 2,2     | −3,5     | −7,8    |
| 30          | −10,0  | −     | 0,5      | 10,2    | 15,3    | 17,2    | 18,8   | 13,8    | 8,3      | 2,0     | −3,7     | −7,9    |
| 31          | −10,1  | −     | 0,8      | −       | 15,5    | −       | 18,9   | 13,7    | −        | 1,8     | −        | −8,1    |
| ----------- | ------ | ----- | -------- | ------- | ------- | ------- | ------ | ------- | -------- | ------- | -------- | ------- |

## Тривалість світлого часу доби

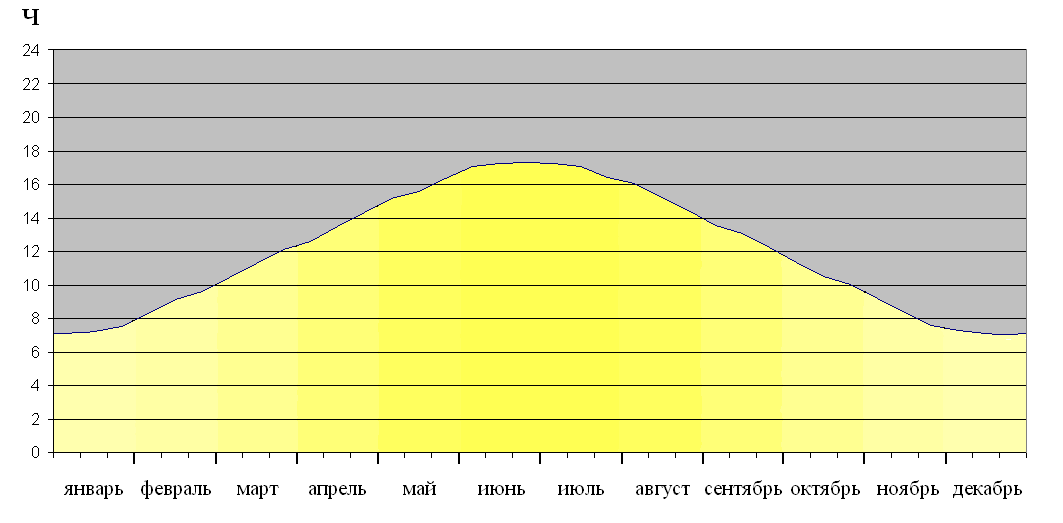
Тривалість світлового дня

Географічним положенням Москви обумовлена тривалість дня протягом року. Вона коливається від 7 годин 00 хвилин 22 грудня до 17 годин 34 хвилин 22 червня. Максимальна висота сонця над горизонтом — від 11 ° 22 грудня до 58 ° 22 червня. Опівночі 22 грудня сонце стоїть на 58 градусів під горизонтом, а опівночі 22 червня — на глибині -11 °. У північній частині міста 22 червня день триває 17 годин 37 хвилин, а 22 грудня — 6 годин 56 хвилин. Таким чином, різниця між тривалістю дня в році становить 10 годин 41 хвилину на півночі міста, 10 годин 34 хвилини — на півдні. У дні рівнодення день в Москві триває 12 годині 15 хвилин, що є середньою тривалістю дня за рік. У старій частині Москви, внаслідок її більш північного положення, влітку світловий день трохи довше, ніж на приєднаних територіях, а взимку — коротше. У дні сонцестояння різницю в тривалості світлового дня між крайніми районами Москви досягає 5-7 хвилин. Так, 22 червня сонце сходить в районі Медведково о 3 годині 43 хвилини, а в поселенні Рогівське — тільки о 3 годині 50 хвилин. 22 грудня сонячний захід у Медведково спостерігається в 15 годин 57 хвилин, а в Роговський — о 16 годині 03 хвилини. Однак, влітку ввечері і взимку вранці лінія термінатора проходить з північного сходу на південний захід, отже, влітку захід, а взимку світанок і в старій, і в новій частинах міста наступають одночасно.
Поблизу дня літнього сонцестояння (22 червня), сонце не опускається нижче -12 °. Таким чином, астрономічна ніч (висота сонця менше -18 °) не наступає. Проте такого освітлення недостатньо для нормальної життєдіяльності людини, тому що астрономічні сутінки (висота Сонця від -12 ° до -18 °) не відрізняються від ночі, тому вулиці потребують штучному освітленні, і вважається, що так званих білих ночей в Москві немає, хоча небо залишається темно-синім, а не чорним, як, наприклад, на півдні Росії. Неповні ночі на широті Москви тривають з 6 травня по 8 серпня, 95 діб в році сонце не опускається нижче -18 °, і повної ночі не настає.
Найтемніший місяць в році — грудень. У першій половині зими о 7 годині 45 хвилин ранку, за 1 годину 15 хвилин до сходу сонця при похмурій погоді не видно ніяких ознак світанку, які починаються з цього часу, а схід сонця відбувається приблизно о 9 годині ранку, при цьому в 16 годин сонце заходить, і до 17-ї години 15 хвилин при похмурому небі темніє повністю. Найбільш пізні початок ранкових сутінків, світанок і схід сонця в Москві (о 9 годині) спостерігається 29 грудня, тому, хоча найкоротший день спостерігається 22 грудня, 5 січня сонце сходить в той же час, як і в день зимового сонцестояння — о 8 годині 58 хвилин. Відповідно, найранніший захід (о 15 годині 56 хвилин) трапляється в середині грудня-17 числа, і в день зимового сонцестояння сонце заходить вже о 15 годині 58 хвилин. А 31 грудня сонце опускається за горизонт лише о 16 годині 06 хвилин. Хотя прибувати світловий день починає вже з самого кінця грудня, добре це помітно починає бути тільки на початку лютого.
| Час доби | Січ (год) | Лют (год) | Бер (год) | Кві (год) | Тра (год) | Чер (год) | Лип (год) | Сер (год) | Вер (год) | Жов (год) | Лис (год) | Гру (год) |
| -------- | --------- | --------- | --------- | --------- | --------- | --------- | --------- | --------- | --------- | --------- | --------- | --------- |
| День     | 7,9       | 9,7       | 11,9      | 14,3      | 16,3      | 17,4      | 16,8      | 14,9      | 12,7      | 10,5      | 8,4       | 7,2       |
| Ніч      | 16,1      | 14,3      | 12,1      | 9,7       | 7,7       | 6,6       | 7,2       | 9,1       | 11,3      | 13,5      | 15,6      | 16,8      |

## Опади

### Середня кількість днів з твердими, рідкими і змішаними опадами
Найсухішим місяцем року в Москві за статистикою є березень. Найбільша ж кількість опадів випадає в липні, серпні та жовтні.
| Вид опадів | Січ | Лют | Бер | Кві | Тра | Чер | Лип | Сер | Вер | Жов | Лис | Гру | Рік |
| Тверді     | 20  | 16  | 11  | 1   | 0,1 | 0   | 0   | 0   | 0   | 3   | 10  | 18  | 79  |
| Змішані    | 5   | 4   | 6   | 5   | 0,5 | 0   | 0   | 0   | 0,6 | 4   | 8   | 7   | 39  |
| Рідкі      | 0,8 | 0,8 | 3   | 10  | 12  | 14  | 14  | 14  | 15  | 12  | 6   | 2   | 103 |
| ---------- | --- | --- | --- | --- | --- | --- | --- | --- | --- | --- | --- | --- | --- |

### Сніговий покрив
|                   | Жов | Лис | Гру | Січ | Лют | Бер | Кві | Тра |
| ----------------- | --- | --- | --- | --- | --- | --- | --- | --- |
| Число днів        | 5   | 18  | 28  | 31  | 31  | 28  | 5   | 3   |
| Висота (см)       | 0   | 7   | 17  | 26  | 37  | 48  | 21  | 2   |
| Макс. висота (см) | 25  | 34  | 45  | 78  | 89  | 102 | 87  | 67  |

Середня висота 21 см
Число днів 149
Максимальна висота 67 см

### Середня кількість днів з різними явищами
|                 | Січ | Лют | Бер  | Кві  | Тра  | Чер  | Лип | Сер | Вер | Жов  | Лис  | Гру | Рік |
| Дощ             | 8   | 6   | 9    | 15   | 16   | 16   | 15  | 16  | 16  | 17   | 13   | 8   | 155 |
| Сніг            | 25  | 23  | 15   | 6    | 1    | 0    | 0   | 0   | 0,3 | 5    | 17   | 24  | 116 |
| Туман           | 0,2 | 0,4 | 0,3  | 1    | 0,2  | 0,3  | 1   | 1   | 1   | 1    | 1    | 1   | 8   |
| Мряка           | 0   | 0,2 | 0,1  | 0,1  | 0,03 | 0,03 | 0,3 | 1   | 1   | 0,1  | 0,03 | 0   | 3   |
| Гроза           | 0,2 | 0,1 | 0,3  | 1    | 3    | 7    | 7   | 4   | 1   | 0,3  | 0,1  | 0   | 24  |
| Хуртовина       | 4   | 4   | 2    | 0,1  | 0    | 0    | 0   | 0   | 0   | 0,3  | 1    | 3   | 14  |
| Ожеледиця       | 1   | 1   | 0,4  | 0,03 | 0    | 0    | 0   | 0   | 0   | 0,2  | 1    | 2   | 6   |
| Іній            | 1   | 2   | 0,3  | 0,03 | 0    | 0    | 0   | 0   | 0   | 0,03 | 1    | 2   | 6   |
| Налипання м. с. | 0,1 | 0,1 | 0,03 | 0    | 0    | 0    | 0   | 0   | 0   | 0,03 | 0,2  | 0,1 | 1   |
| --------------- | --- | --- | ---- | ---- | ---- | ---- | --- | --- | --- | ---- | ---- | --- | --- |

## Вітер

### Швидкість вітру
|                       | Січ | Лют | Бер | Кві | Тра | Чер | Лип | Сер | Вер | Жов | Лис | Гру | Рік |
| --------------------- | --- | --- | --- | --- | --- | --- | --- | --- | --- | --- | --- | --- | --- |
| Швидкість вітру (м/с) | 2,5 | 2,5 | 2,5 | 2,5 | 2,2 | 2,1 | 1,9 | 1,8 | 2,0 | 2,4 | 2,5 | 2,6 | 2,3 |

Середньорічна швидкість вітру в Москві становить 2,3 м/с або 8,3 км/год. У холодну пору року швидкість вітру вище, ніж в тепле. Найвітрянішим місяцем є грудень. Найбільша швидкість вітру в Москві (28 м/с або 101 км/год) була відзначена 25 червня 1984 року.

## Хмарність
Найсонячнішим місяцем в році в Москві зазвичай є травень, а найхмарнішими — жовтень і листопад (див. таблицю).

### Середня кількість ясних, хмарних і похмурих днів
|          | Січ | Лют | Бер | Кві | Тра | Чер | Лип | Сер | Вер | Жов | Лис | Гру | Рік |
| Ясних    | 8   | 9   | 10  | 8   | 11  | 7   | 8   | 10  | 8   | 5   | 3   | 4   | 82  |
| Хмарних  | 11  | 10  | 13  | 17  | 16  | 20  | 20  | 17  | 16  | 13  | 9   | 10  | 184 |
| Похмурих | 12  | 9   | 9   | 5   | 4   | 3   | 4   | 4   | 6   | 12  | 18  | 17  | 98  |
| -------- | --- | --- | --- | --- | --- | --- | --- | --- | --- | --- | --- | --- | --- |